# Vies parallèles
Vies des hommes illustres
Vous lisez un « article de qualité » labellisé en 2021.
Les Vies parallèles (grec ancien : Βίοι Παράλληλοι / Bíoi Parállêloi), ou Vies des hommes illustres, d'après la traduction de Jacques Amyot, forment l'œuvre la plus connue de Plutarque, écrite en grec et composée entre 100 et 120. Il s'agit d'une série de récits de vies d'hommes illustres du monde gréco-romain, récits organisés par paires, chaque paire mettant en parallèle un Grec et un Romain.
Plutarque, originaire de Grèce et citoyen romain, écrit les Vies parallèles dans ses dernières années, d'abord sans doute sur commande, ensuite pour lui-même. Il utilise de très nombreuses sources grecques et latines, pour attester l'existence d'un patrimoine gréco-romain commun et créer un genre littéraire nouveau. L'exercice de la comparaison entre deux personnalités grecques et romaines renouvelle le genre de l'éloge et du blâme, dans une perspective dialectique. Les Vies parallèles livrent des portraits plus moralistes qu'historiques : ils visent, selon la logique platonicienne, à distinguer et imiter le Beau et la vertu (ou arété).
Les Vies parallèles sont transmises par une double tradition de manuscrits, jusqu'aux traductions et impressions de l'époque moderne, notamment celle de Jacques Amyot en 1559, qui constitue pendant longtemps un modèle. Leur postérité est très riche, tant pendant la période de l'humanisme qu'au XVIIIe siècle. Elle est à la fois littéraire, artistique et politique, l'ouvrage inspirant en France les orateurs de la Révolution française et les responsables de l'Empire. Elle reste vive à l'époque contemporaine, même si le nationalisme républicain met plutôt en valeur les « Grands hommes ». Au XXe siècle, l'Antiquité historicisée et mise à distance ne peut plus servir, comme auparavant, de modèle commode. En outre, la sociologie comme la philosophie limitent la portée de l'exemple de « l'homme illustre ». Cependant les Vies parallèles continuent d'inspirer les romanciers, essayistes et philosophes, qui cherchent à dépasser ou contourner ce modèle littéraire.

## Rédaction

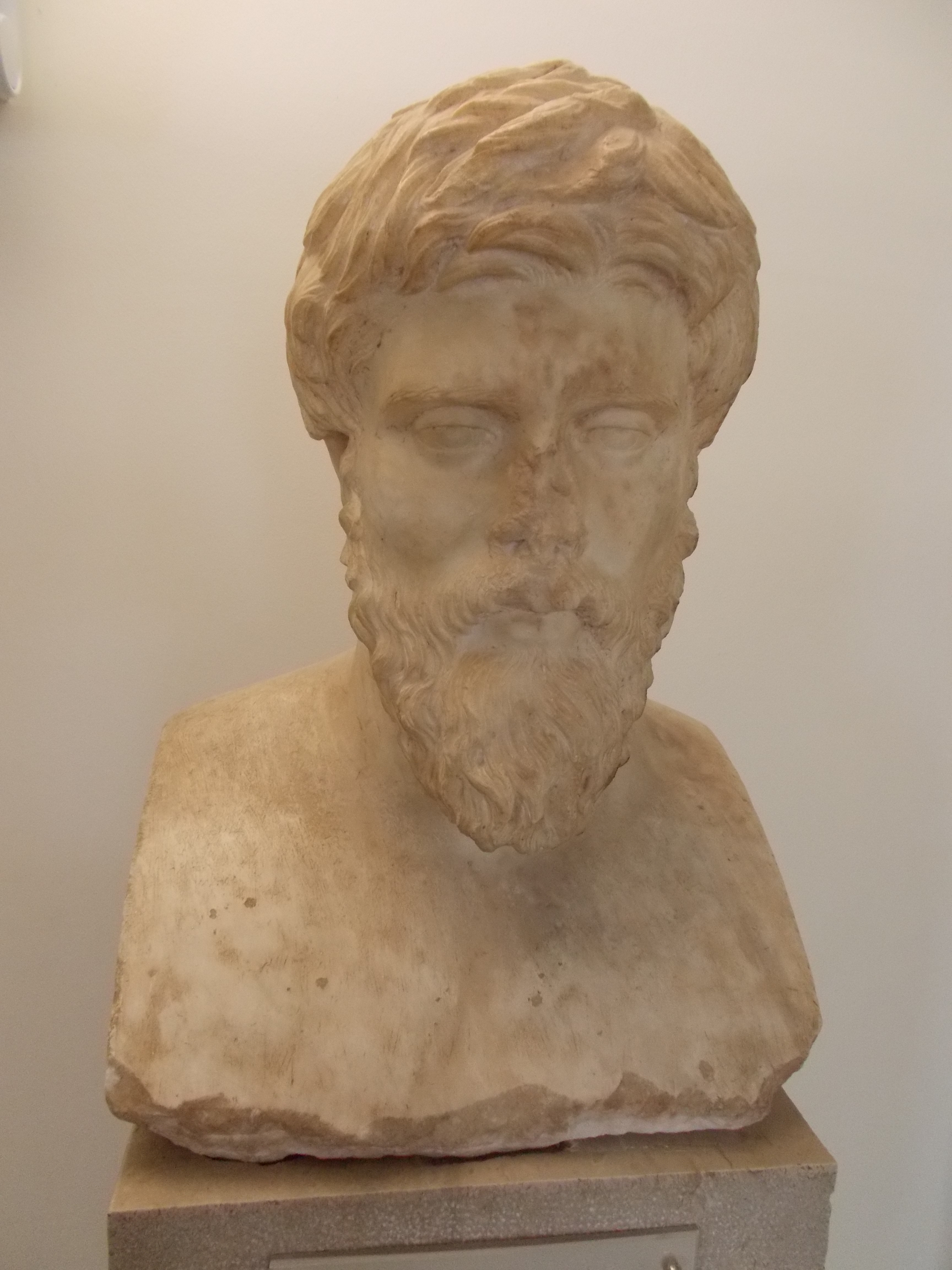
Buste en marbre de Plutarque du IIe siècle, découvert lors de fouilles au temple d'Apollon de Delphes, et conservé au musée archéologique de Delphes.

### Plutarque entre Béotie et Rome
Plutarque, né à Chéronée, vit entre 46 et 125 et affirme être le fils d'une riche famille de terriens de la lignée des Opheltiades (descendante du mythique roi thessalien Opheltias). Il a au moins deux frères, Lamprias, qui est son aîné, et Timon, pour qui il professe une affection particulière. Il fréquente en 65 l’école platonicienne d’Athènes, où Ammonios d'Athènes lui apprend les sciences et la philosophie. Il obtient la citoyenneté athénienne, voyage à Delphes, puis à Alexandrie. Chargé d'une mission à Corinthe, il se rend pour la première fois à Rome, où il enseigne le grec et la philosophie morale sous les principats de Vespasien et, en 79, de Titus. Il se marie, puis s'installe à Chéronée, où il ouvre certainement une école. Il écrit Sur la fortune d'Alexandre, les Vies de Galbaet d'Othon. Il séjourne de nouveau à Rome en 88, puis plus longuement en 92. Il acquiert la citoyenneté romaine et adopte le gentilice Mestrius, en hommage à son ami Florus. Nommé prêtre d'Apollon à Delphes, probablement autour de 85, il occupe cette fonction jusqu'à sa mort. Il a probablement aussi participé aux mystères d'Éleusis.

### Écriture et publication
Vers 100-102, Plutarque commence l'immense cycle de ses Vies parallèles. Françoise Frazier indique que l'on dispose de peu d'éléments pour savoir quand, et dans quel but, il a rédigé cette œuvre. Lors de son retour à Chéronée, il est partagé entre l’écriture de son œuvre et la vie publique, notamment l'organisation des fêtes religieuses. L'ouvrage est dédié à Sossius Sénécion, mort vers 117. La rédaction occupe la fin de la vie de Plutarque, soit le premier quart du IIe siècle, selon la mention par Plutarque des deux cents ans, environ, qui le séparent de la bataille de Chéronée, en 86 av. J.-C..
L'examen des renvois dans l'œuvre indique que Plutarque a publié certains livres simultanément, ce qui permet de distinguer une première série consacrée à ses compatriotes béotiens, Épaminondas et Pélopidas. Elle est suivie par les Romains liés à Chéronée, Lucullus et Sylla.
Les difficultés du classement — Démosthène-Cicéron forment le cinquième tome, Périclès-Fabius le dixième, Dion-Brutus le douzième, mais Plutarque n'a fourni cette indication que dans ces trois cas — montrent plutôt « qu'aucun plan d'ensemble n'a présidé à l'élaboration des Vies parallèles », Plutarque découvrant certains personnages en se documentant. Ayant débuté ce travail « pour autrui », il a progressivement et pour son plaisir appris à « vivre avec eux », ce dont témoigne la sympathie dont il fait preuve envers ses héros.
Pour Jean Sirinelli, Plutarque s'inscrit d'abord dans la continuité des écrits de Polybe ou Xénophon lorsqu'il rédige les Vies d'Othon et de Galba. Les Vies qu'il élabore ensuite sont « dans l'ensemble des cadeaux aux descendants de ces grands hommes », et la Vie d'Artaxerxès une « étrange turquerie ». Plutarque s'exerce alors au genre littéraire. Plus tard, alors qu'il s'est rendu à Rome, il débute la rédaction de récits de Vies parallèles, sans doute sur la suggestion de proches de l'empereur Trajan. Il poursuit ce projet pendant une quinzaine d'années, mais le regard qu'il porte sur ses personnages évolue sensiblement. Si les premières Vies se rapprochent d'une version améliorée de l'éloge funèbre, les suivantes (la Vie de Périclès, et surtout la Vie d'Alexandre) s'en détachent : pour Sirinelli, « il ne s'agit plus d'une simple évocation des morts, mais d'un phénomène de re-création », que l'on peut progressivement rapprocher du roman, ce qui explique la place importante des « anti-modèles », des aventuriers, Alcibiade ou Démétrios.

### Sources desVies parallèles
Pour Pascal Payen, la question de la recherche des sources de Plutarque est riche et complexe. La Quellenforschung, un grand mouvement d'identification et de recension des sources des auteurs anciens suscité par la philologie allemande du XIXe siècle, faisait de Plutarque un compilateur sans originalité, travaillant d'abord avec des recueils ou des œuvres de seconde main. Ces analyses ont depuis été contestées par les travaux de chercheurs anglo-saxons, italiens et français. Ainsi, « excepté pour le poète Horace, on ne peut guère affirmer que Plutarque n'a pas lu tel auteur ».
Dans l'ensemble des Vies, Plutarque cite à peu près cent cinquante auteurs, grecs et latins. Il avait appris le latin tardivement mais le maîtrisait suffisamment pour lire, entre autres auteurs, Cicéron, Salluste et Tite-Live. Au moment de la rédaction des Vies, ses sources s'étendent sur des rouleaux ou volumen, et non sur des cahiers cousus ou codex. La consultation précise des sources est donc malaisée, elle laisse fréquemment place à la mémoire et au souvenir de lectures ; c'est pourquoi l'exactitude littérale de la citation n'est pas une priorité pour lui. Surtout, le projet des Vies est de faire appel à la mémoire gréco-romaine, sédimentée dans des « monuments » littéraires divers, politiques, philosophiques ou moraux. Ainsi l'auteur peut-il selon les cas reprendre littéralement un bref passage d'une œuvre antérieure, détourner un schéma narratif connu, voire s'inspirer de l'ensemble d'un ouvrage, comme c'est le cas avec Fénestella : c'est justement ce processus de déplacement et de transformation des sources qui permet « la création d'un genre propre à Plutarque, la Vie, et la constitution d'un patrimoine littéraire gréco-romain ».

## Structure desVies parallèles

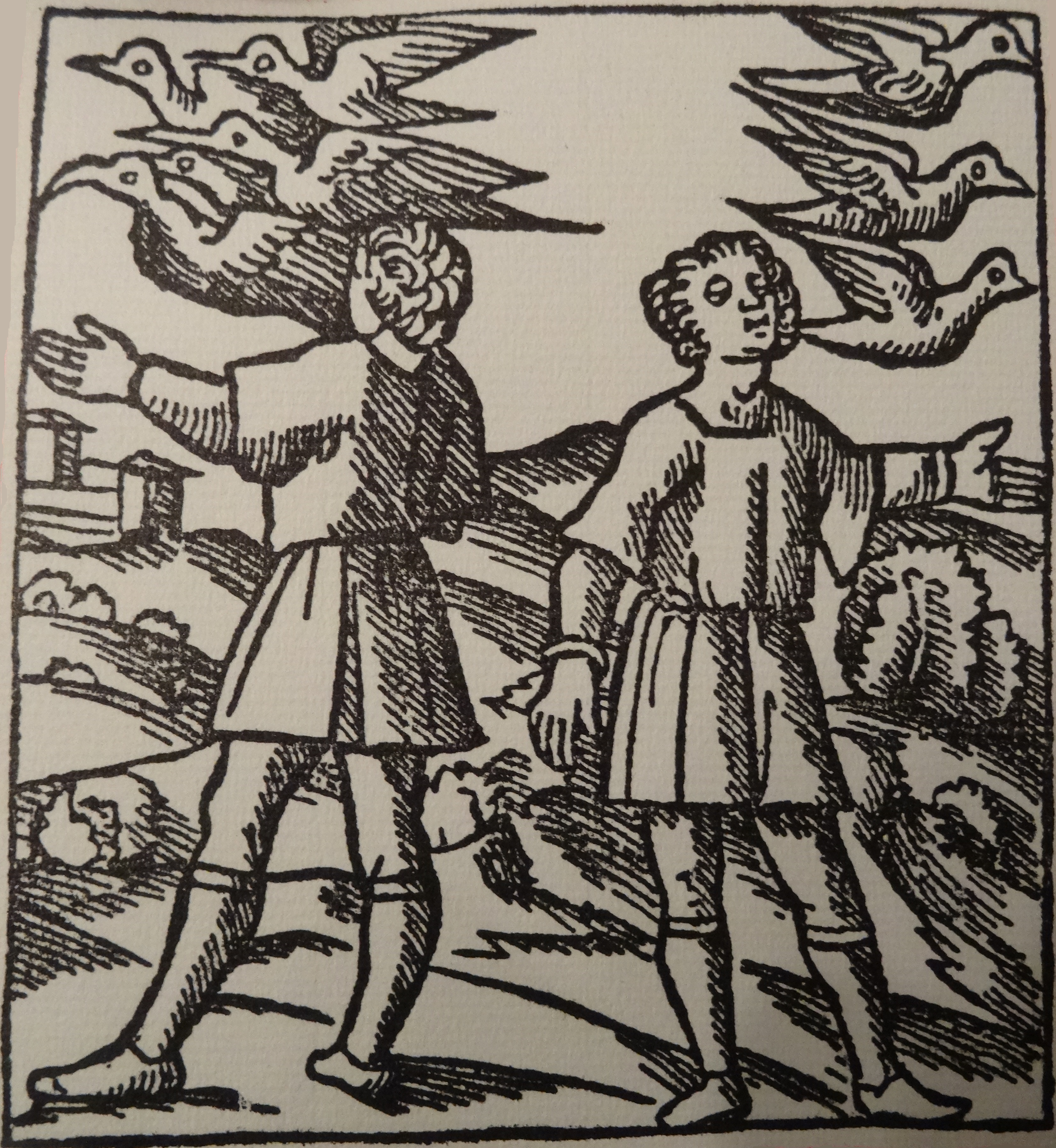
Romulus et Rémus tirent les auspices du vol des oiseaux pour décider lequel d'entre eux aura le droit de régner. Illustration anonyme de la traduction des Vies parallèles de Plutarque de Battista Alessandro Iaconelli en deux volumes, 1518 et 1525.

### Structure générale
Dans leur état actuel, les Vies parallèles rassemblent 46 biographies présentées par paires, mettant en parallèle un Grec et un Romain célèbres (par exemple Alexandre le Grand et César). À la fin de certaines paires de biographies, un bref texte (la σύγκρισις / súnkrisis, « comparaison ») compare les deux personnages.
Vingt-deux paires de Vies nous sont parvenues :
1. Vie de Thésée et Vie de Romulus.
2. Vie de Lycurgue et Vie de Numa Pompilius.
3. Vie de Solon et Vie de Publicola.
4. Vie de Thémistocle et Vie de Camille.
5. Vie de Périclès et Vie de Fabius Maximus.
6. Vie d'Alcibiade et Vie de Coriolan.
7. Vie de Timoléon et Vie de Paul-Émile.
8. Vie de Pélopidas et Vie de Marcellus.
9. Vie d'Aristide et Vie de Caton l'Ancien.
10. Vie de Philopœmen et Vie de Flamininus.
11. Vie de Pyrrhos et Vie de Marius.
12. Vie de Lysandre et Vie de Sylla.
13. Vie de Cimon et Vie de Lucullus.
14. Vie de Nicias et Vie de Crassus.
15. Vie d'Eumène et Vie de Sertorius.
16. Vie d'Agésilas et Vie de Pompée.
17. Vie d'Alexandre et Vie de César.
18. Vie de Phocion et Vie de Caton le Jeune.
19. Vie d'Agis et Cléomène et Vie des Gracques.
20. Vie de Démosthène et Vie de Cicéron.
21. Vie de Démétrios et Vie d'Antoine.
22. Vie de Dion et Vie de Brutus.

La paire constituée de la Vie de Scipion l'Africain et de la Vie d'Épaminondas, qui figurait parmi les premières dans les manuscrits médiévaux, est aujourd'hui perdue.
Les Vie d'Artaxerxès, et Vie d'Aratos, qui ne faisaient probablement pas partie des Vies parallèles, nous sont parvenues seules.
Les Vie de Galba et Vie d'Othon, empereurs romains, ne faisaient pas partie des Vies parallèles, car elles ne comparent pas un Grec et un Romain, mais probablement d'une série de biographies d'empereurs romains.

### Structure interne: la paire et la comparaison
Le rapprochement de deux vies dans une paire poursuit un double objectif : d'abord, il s'agit de rendre compte d'un patrimoine littéraire et culturel gréco-romain commun. Pour François Hartog, le parallèle est le « coup de génie » de Plutarque : « Le parallèle présuppose et vérifie à chaque fois que Grecs et Romains participent d'une même nature, reconnaissent les mêmes valeurs et partagent, sinon la même histoire, du moins un même passé. […] Aujourd'hui, ils habitent un monde commun ». D'autre part, l'appariement permet d'établir des ressemblances entre les deux personnages — ces ressemblances peuvent être déjà fameuses, ou parfois inédites — que l'auteur pousse jusque dans le détail, pour en faire surgir des différences qui donnent matière à une comparaison finale.
Le récit de deux vies parallèles se concluant le plus souvent par une comparaison (la σύγκρισις / súnkrisis), le « vainqueur », comme à l'issue d'un concours, reçoit une couronne. Le biographe devient un arbitre, qui attribue par exemple à Sylla le prix du courage, à Lysandre celui de la tempérance. Cette comparaison finale est fondamentale pour le sociologue Jean-Claude Passeron : « Ne sous-estimons pas la force tranquille de cette structure essentialiste qui, dans nos traditions littéraires […], a marqué d'une évidence machinale l'idée qu'on ne peut raconter des vies qu'en les rapportant à un modèle de vie exemplaire »,. L'arbitrage final éloigne le récit des vies du genre de la biographie, et le rapproche nettement du traité moral ou philosophique : « Les Vies parallèles ne comparent qu'en apparence César et Alexandre ; la mise en parallèle des deux vies est une mise en raisonnement par le récit d'une question qui doit trancher d'un prix »,.
La tradition antique de l'éloge et du blâme remonte à Homère. Avec les Vies parallèles, Plutarque la renouvelle dans une forme dialectique, la paire constituant un jeu complexe d'oppositions dépassé par la synthèse finale (súnkrisis, « entrecroisement », signifiant littéralement réunir par la séparation). Que ce soit pour la paire « héroïque » Périclès - Fabius Maximus, tous deux remarquables de justice et de tempérance, ou pour le contre-modèle Démétrios - Antoine, vaincus caractérisés par leur débauche et leur insolence, Plutarque ne s'érige pas en juge. Son projet est de susciter la réflexion, d'exhorter à l'imitation et de concilier Grecs et Romains.
Pour Jean-Louis Backès, professeur de littérature comparée, le processus du parallèle initié par Plutarque, qui entraîne que « la personnalité propre de chacun des héros est subordonnée à cette essence éternelle qu’il se trouve incarner dans un lieu et un moment singuliers », a longtemps pesé sur la légitimité même de la méthode comparatiste en littérature : « Non seulement l’auteur des Vies parallèles semble estimer que la réalité grecque et la réalité romaine dépendent des mêmes catégories, mais encore il est très rare qu’il se soucie de ce qui différencie la langue grecque de la langue latine. À ce titre, il peut revendiquer la paternité de tous ces travaux qui ont été accomplis à l’âge classique et au XIXe siècle à l’ombre d’une idée intemporelle de la culture ».

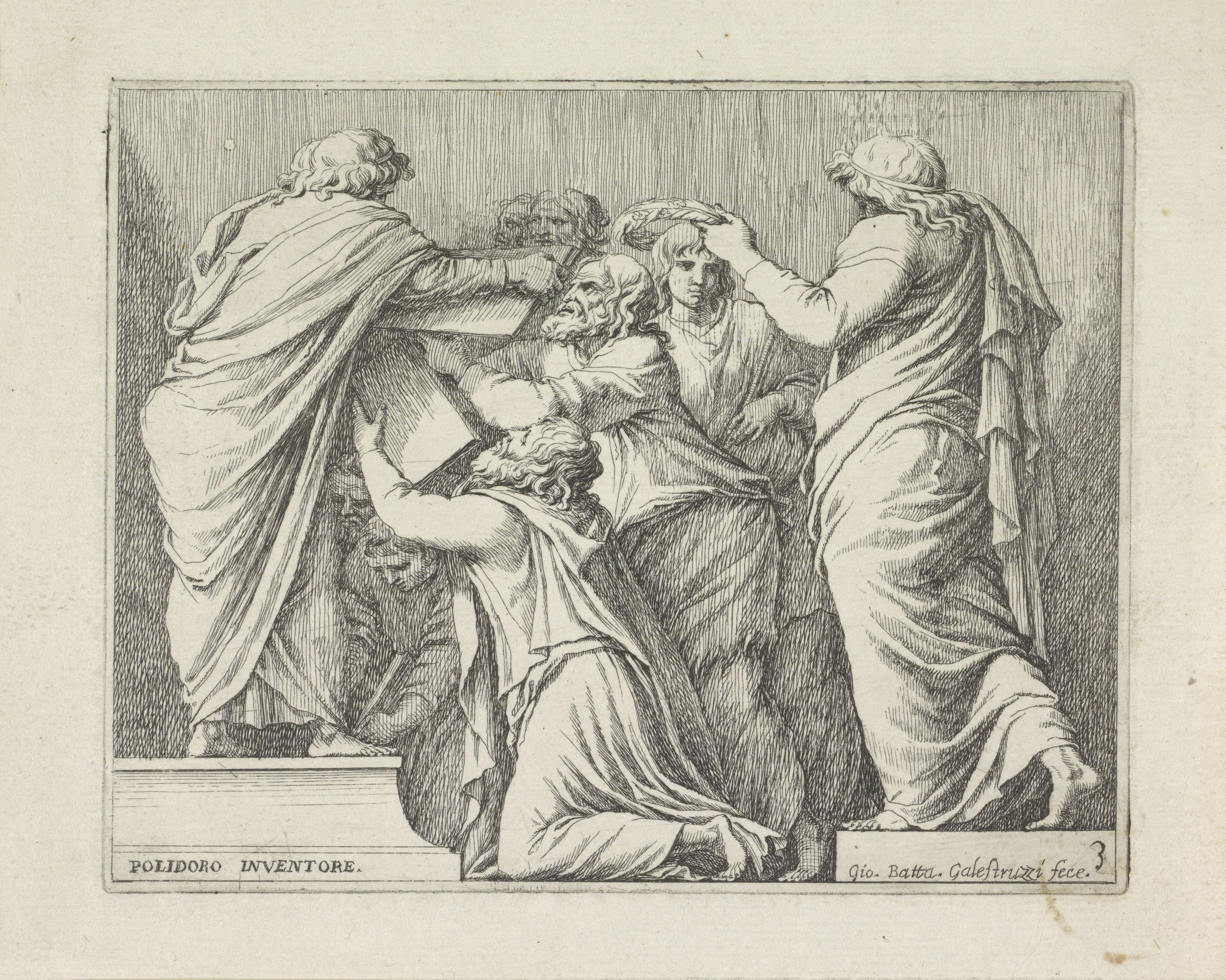
Lycurgue et Numa donnent les lois aux Romains, Giovanni Battista Galestruzzi, 1625 - 1689, 11,9 × 15 cm, Rijksmuseum.
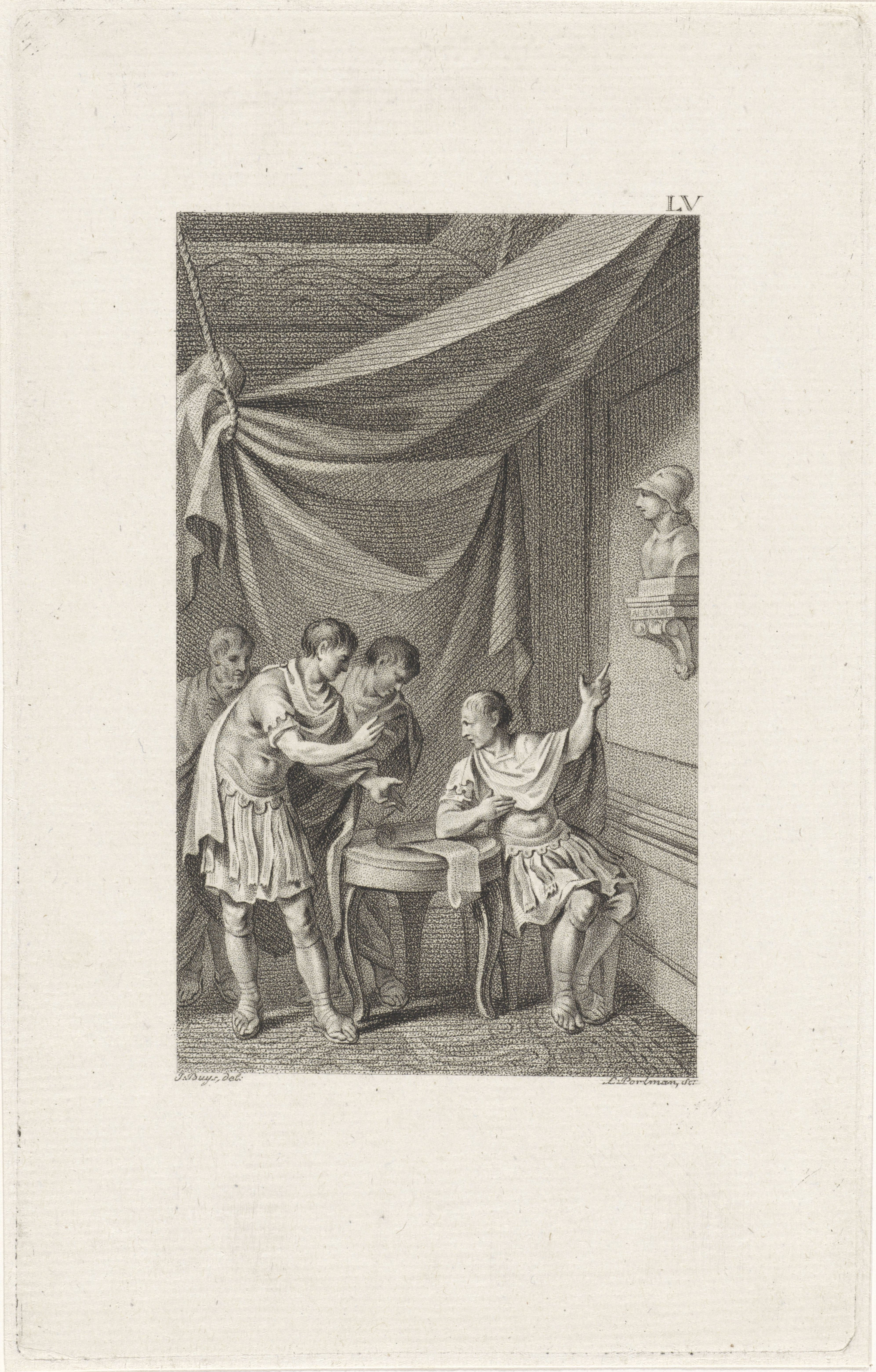
César admire Alexandre le Grand, Ludwig Gottlieb Portman, 1799, 21 × 13,2 cm.
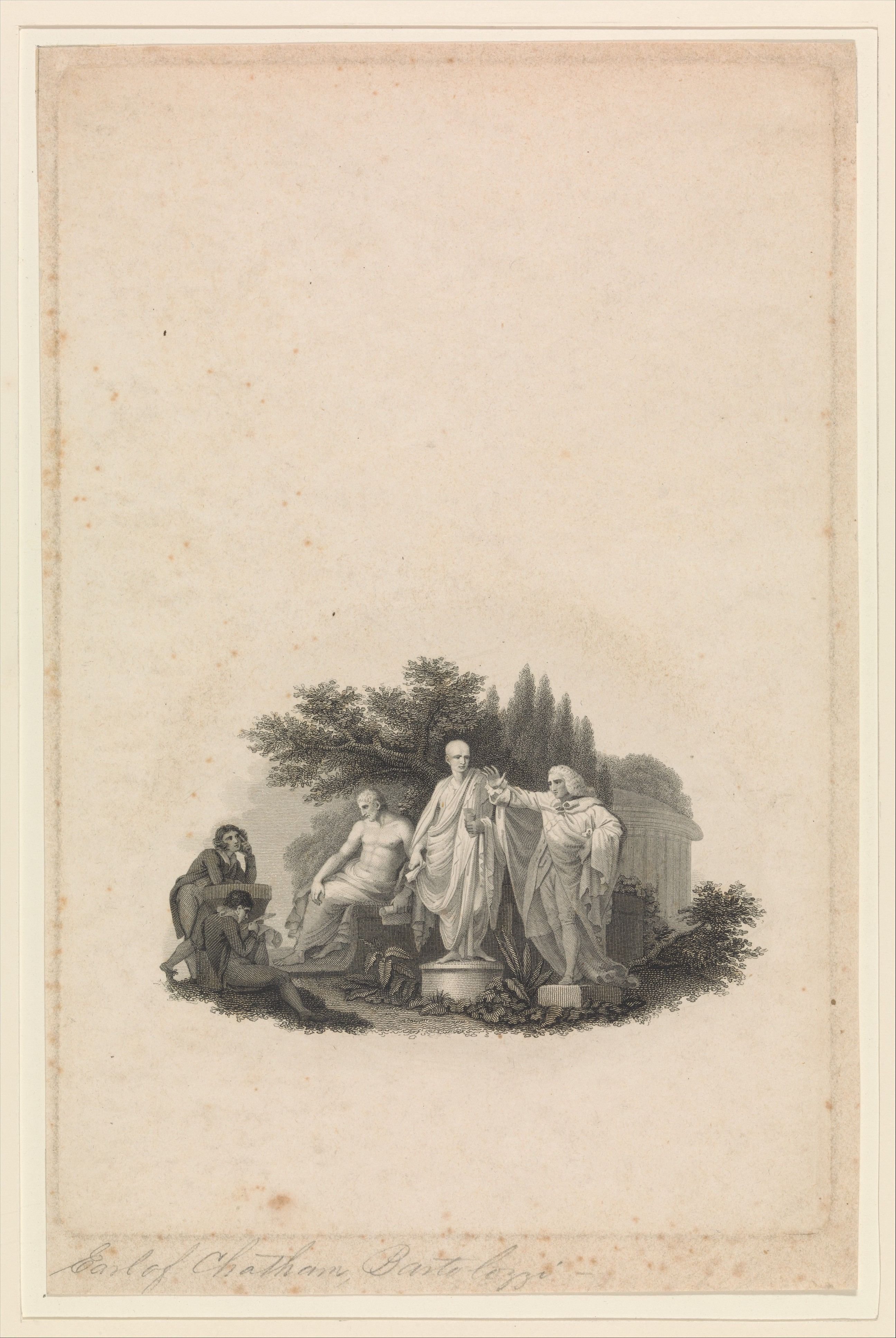
Démosthène, Cicéron et William Pitt, Francesco Bartolozzi, 1750-1815, 24,3 × 16,1 cm, Metropolitan Museum of Art.

## Analyse
Pascal Payen indique qu'il faut dépasser la vision commune d'un Plutarque qui serait un médiateur entre les Grecs vaincus et les Romains dominants, et considérer plutôt le processus d'une double acculturation, celle de la reconnaissance de la domination romaine, comme celle de l'hellénisation des vainqueurs, voire de leur histoire. Avec les Vies parallèles, Plutarque réalise un travail d'écriture singulier : c'est d'abord une appropriation de l'héritage grec depuis Homère, comme, dans une moindre mesure, de l'héritage romain. C'est ensuite l'élaboration d'un genre littéraire propre, distinct du roman ou de la biographie, celui de la Vie, soit « une esthétisation morale autour de la construction du héros ».

### LesViescomme genre littéraire
« Nous n'écrivons pas des Histoires, mais des Vies »

— Plutarque, Vies parallèles
Si James Boswell, au XVIIIe siècle, rend hommage à Plutarque comme au « prince des biographes », les Vies ne sont pas pour autant des biographies,, mais un genre littéraire spécifique, sans équivalent avant Plutarque.
Les Grecs ont tôt classé leurs récits entre fables, épopées, tragédies, histoires. Cependant, nulle part n'est indiqué ce que doivent être des Vies, pour lesquelles Plutarque fixe comme pour lui-même des règles : le personnage principal doit être glorieux, et s'être illustré par sa vertu (arétè en grec, virtus en latin). Le récit doit être concis, ne pas systématiquement porter sur « les actions les plus illustres », mais plutôt sur « un petit fait, un mot, une bagatelle », car « de tels épisodes ne sont pas moins utiles que les grandes actions publiques, pour révéler un caractère et le faire connaître avec précision »,.
Plutarque se sert de l'Histoire, qu'il distingue du mythe, et cite abondamment les historiens, particulièrement Thucydide et Polybe. Il reconnaît qu'une Vie, dans son écriture, n'est pas éloignée de l'enquête historique, et on pourrait donc rechercher des précurseurs chez Hérodote, qui fait le portrait de Crésus, ou chez Xénophon pour celui du roi de Sparte Agésilas. Cependant, ni les 25 récits de Cornelius Nepos ni les 700 portraits contemporains de Varron n'annoncent le genre des Vies. En effet, Plutarque recherche un degré de précision dans le portrait, qu'il compare à celui du peintre : puisque la vie de ses héros est une œuvre d'art en soi, elle ne peut être rendue que par une « esthétisation de la vertu », de la même façon qu'un peintre gommerait les imperfections de son modèle pour mieux en traduire la vérité.
En outre, le projet des Vies sert un but de communication entre deux mondes, le romain et le grec. Les différences entre les héros s'estompent tout au long des portraits, les ressemblances deviennent plus patentes, et par le biais d'une généralisation aboutissent à prôner la vertu comme la caractéristique essentielle d'un monde gréco-romain unifié. Le terme fondamental du titre Vies parallèles est donc bien « parallèles » ; ce n'est que chez les Modernes, après la traduction d'Amyot, que l'on retiendra surtout la notion « d'hommes illustres », dont on fera des biographies choisies. Chez Plutarque, le parallèle systématisé empêche au contraire le risque de l'illusion biographique au sens de Pierre Bourdieu.
À partir de l'exemple de la Vie d'Antoine, Isabelle Gassino voit dans le Plutarque des Vies parallèles un polygraphe, au sens noble du terme : « S’il faut donner des spectacles à la pensée pour inciter à la vertu, la dimension spectaculaire de […] la Vie d’Antoine, elle, dépasse largement la visée moralisante. Plutarque nous donne autre chose que ce qu’il a annoncé, car il nous en donne plus […] : réflexion philosophique sur l’être humain, récit pathétique, narration à grand spectacle ».

### Plutarque platonicien
Cent trente-sept passages des Vies parallèles font allusion à Platon. Dans l'ouvrage est surtout convoqué le Platon moraliste et éducateur, auteur de la figure du philosophe-roi que l'on retrouve notamment dans la Vie de Lycurgue,.
Plutarque, souvent considéré comme un médio-platonicien,, dédaigne la chronologie car son projet est d'un autre ordre. Le portrait suppose que les personnages s'y reflètent grâce à l'histoire et qu'ils y figurent comme des modèles, ou plutôt comme des points de repère pour qui veut régler sa vie. Les personnages des Vies parallèles ne répondent pas à une norme morale, mais ont incarné fortement un type humain : leur vie doit permettre d'en tirer des leçons. Ainsi, il accepte dans sa galerie des « méchants », car ceux-ci « seront comme les hilotes ivres de la tradition spartiate, chargés de détourner les lecteurs du vice ».
Le néoplatonisme se manifeste ici, dans cette fabrication du personnage débarrassée des détails inutiles de l'existence. On peut aussi y retrouver l'esthétique contemporaine du portrait, entre une tradition hellénistique du portrait idéalisé et une tradition romaine plus réaliste. Plutarque a en tous cas « la volonté de leur donner une expression qui dépasse l'individu, de prolonger en quelque sorte ce qu'ils ont de particulier ».

### Éducation et vieillesse des protagonistes
Le thème de l'éducation morale est prégnant dans les Vies parallèles ; avec le portrait — également récurrent — de la vieillesse des protagonistes, il cerne la question de l'évolution des caractères.
La παιδεία / paideía grecque regroupe un large éventail de significations actuelles : c'est l'éducation, mais aussi la culture, ou la civilisation, et surtout le processus antique — d'abord athénien, à partir du Ve siècle av. J.-C. — d'éducation des hommes, une éducation comprise comme modelage ou élévation, par laquelle les citoyens s'élevaient à leur « vraie » forme, celle de l'authentique nature humaine. Plutarque donne dans les premiers chapitres de presque chaque Vie des indications précises sur le rôle des pédagogues, des pères, ou de l'instruction scolaire au sens large. Par la suite, la capacité des héros à entraîner les hommes, à les fédérer et à les élever est également essentielle : « Plus qu'un souverain tout-puissant, qu'un grand homme de guerre ou qu'un privilégié de la beauté ou de la richesse, le véritable héros de Plutarque est un homme cultivé et un éducateur ». On peut également considérer que les Vies parallèles dans leur ensemble, avec l'exercice systématique de la comparaison ne constituent pas autre chose qu'un gigantesque exercice scolaire.
Ce primat de l'éducation permet à Plutarque de distinguer deux modèles : d'une part la nudité athlétique grecque (le gymnase provenant du grec γυμνός / gumnos, « nu ») — qui scandalise à Rome — et d'autre part le rôle du père comme éducateur — nettement plus valorisé à Rome. Ces modèles entrent parfois en compétition, notamment sur la question de la pratique du grec et de la philosophie à Rome.
La peinture de la vieillesse, lorsque les héros — particulièrement chez les Romains — sont fatigués, rejoint le questionnement philosophique et moral de Plutarque. Elle permet au lecteur d’évaluer le caractère des héros, de réfléchir aux conditions d’une vieillesse harmonieuse et forte. Celle-ci ne peut résulter que de la bonne éducation, que le héros s'efforce de mettre en pratique une vie entière. Cependant, les Vies de Marius et de Paul-Émile montrent que sans la faveur de la Fortune et des dieux, la vertu ne peut garantir le bonheur ; en revanche, elle permettra d’affronter un destin contraire avec sérénité.

## Transmission, manuscrits et traductions
Parmi la centaine de manuscrits des Vies qui nous sont parvenus, les plus anciens remontent au Xe siècle. Ils montrent une double tradition, incomplète, jusqu'à la collation du moine Maxime Planude au XIIIe siècle, sur laquelle se fonde l'édition princeps de Florence de 1517, comme celle d'Henri Estienne en 1572.
La traduction en français des Vies parallèles par Jacques Amyot — sous le titre Vies des hommes illustres grecs et romains comparées l'une avec l'autre — au milieu du XVIe siècle, constamment rééditée jusqu'à aujourd'hui, a renforcé la diffusion de cette œuvre et a fait de Plutarque un passeur de l'Antiquité à l'époque moderne ; c'est aussi un monument de la littérature française en prose. En 1579, l'Anglais Thomas North en donne une traduction qui sert de source à certaines tragédies historiques de William Shakespeare, notamment Jules César, Antoine et Cléopâtre, Coriolan ou Timon d'Athènes.

### Manuscrits

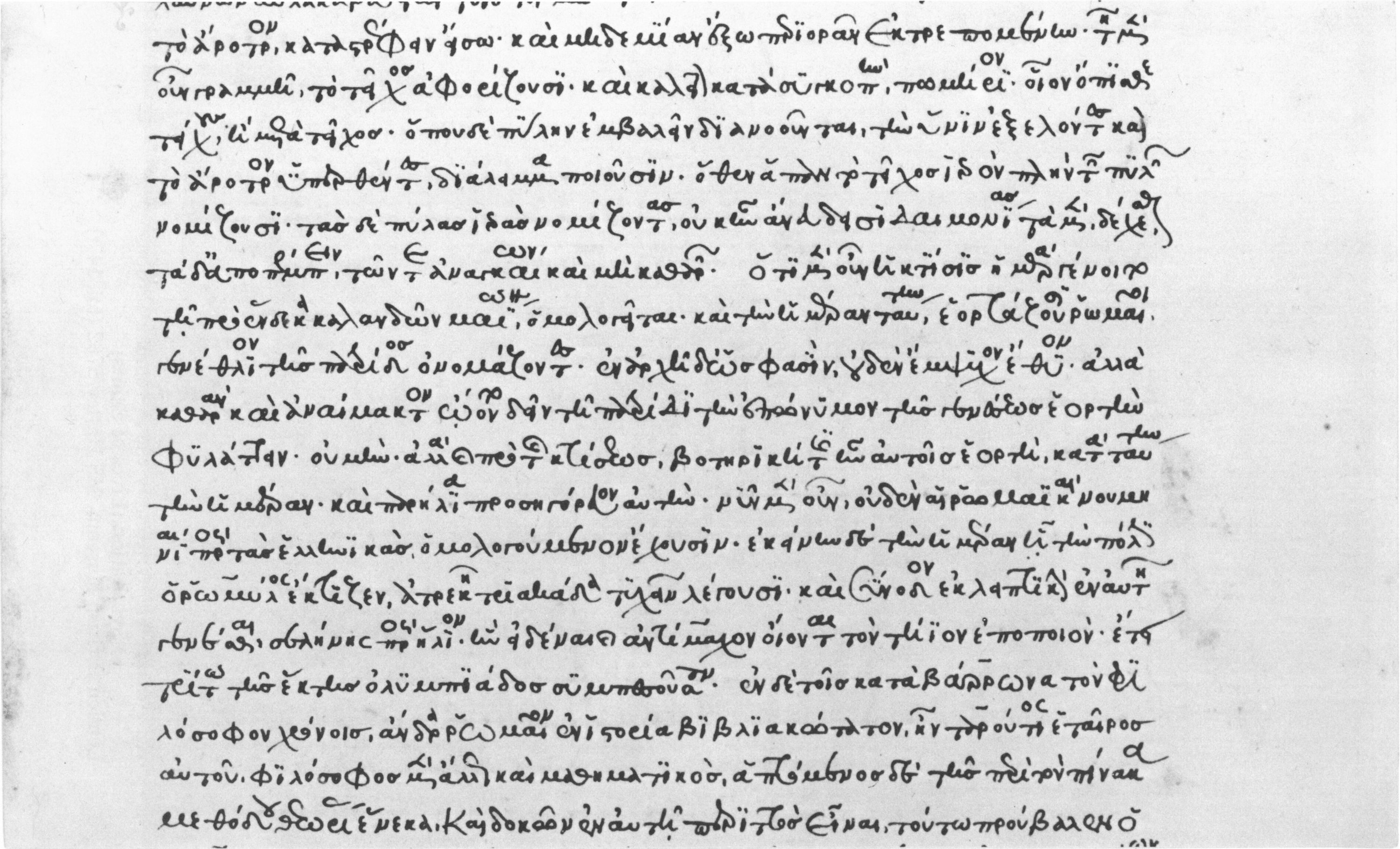
Manuscrit de la Vie de Romulus du moine byzantin Manuel Tzycandyles, 1362, Bibliothèque Bodléienne.

La tradition de manuscrits dite bipartite — car ils s'étendent sur deux tomes — à partir du VIe siècle est contemporaine de la substitution des codex aux rouleaux. Elle substitue à un ordre épars des Vies un corpus ordonné sur la chronologie des héros grecs. La tradition dite tripartite, issue de la bibliothèque impériale de Constantinople et beaucoup plus représentée dans le Moyen Âge byzantin, combine ordre chronologique et origine géographique des héros. Les deux traditions ont pu se contaminer, mais la question de leur articulation précise est difficile à trancher. Les éditions complètes dérivent toutes de la recension effectuée par Maxime Planude, qui a notamment consulté la tradition tripartite à Constantinople.

### Histoire des traductions

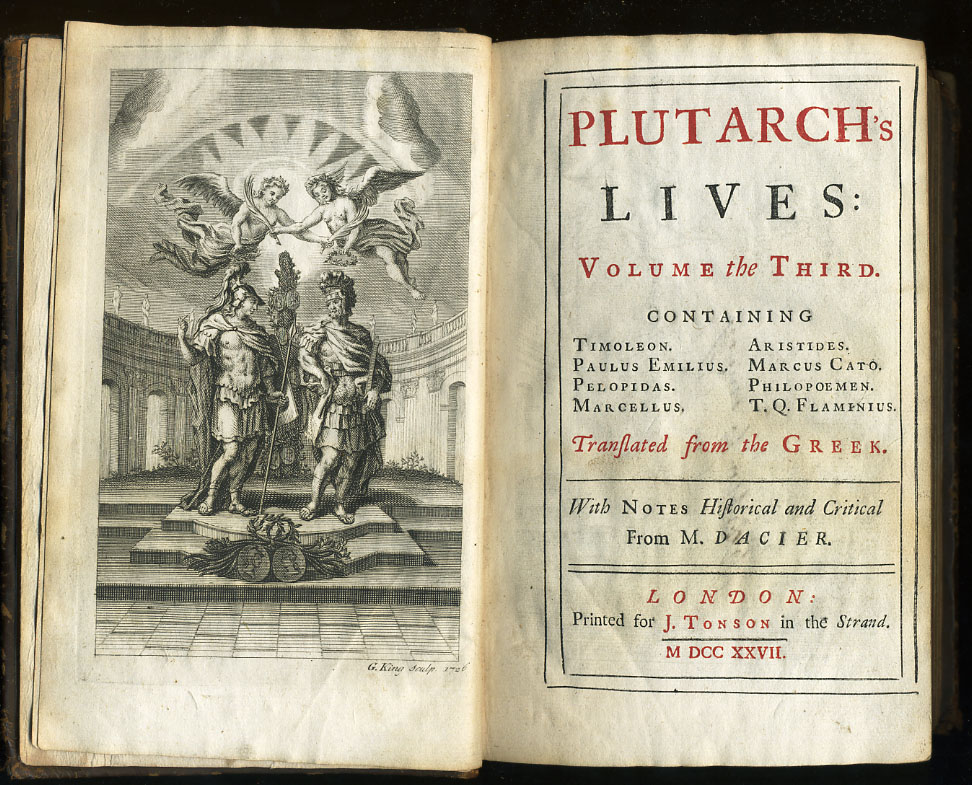
Troisième volume de l'édition de 1727 des Vies parallèles, publiées par Jacob Tonson.

Les traductions des Vies parallèles sont fortement tributaires de la traduction fondatrice de Jacques Amyot en 1559, car les traducteurs postérieurs traduisent souvent « pour » ou « contre » Amyot. Ainsi, la traduction en anglais par Thomas North des Vies des hommes illustres, en 1579 et à partir de la version française d'Amyot, devient une source du patrimoine anglais, à travers les œuvres de Shakespeare, et perdure jusqu'en 1928. Cependant, de 1683 à 1686, une quarantaine de traducteurs travaillent à une traduction de l'original grec, sous la direction de John Dryden et pour le libraire Jacob Tonson.

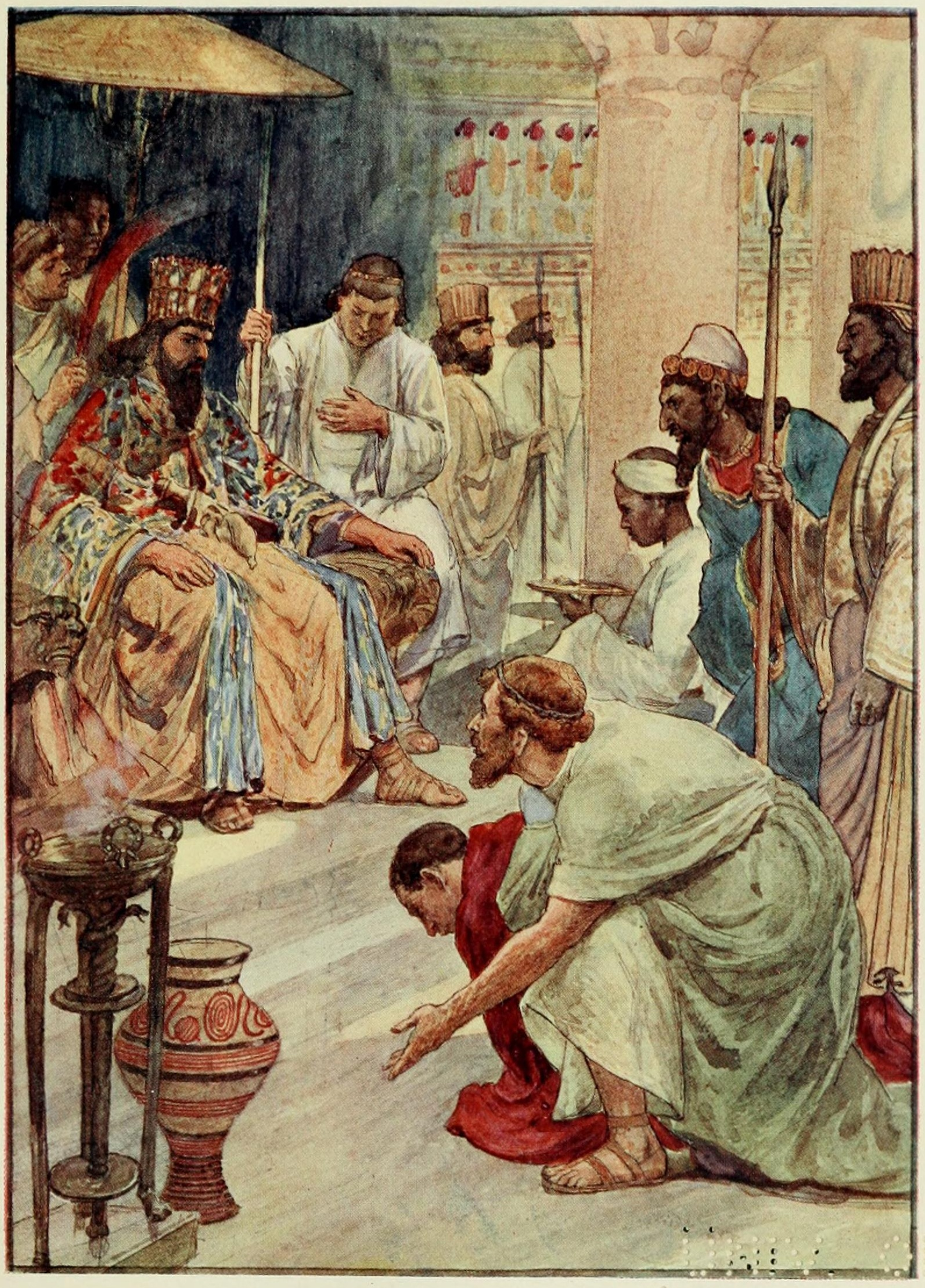
Thémistocle à la Cour perse, illustration d'une édition choisie des Vies pour enfants, 1900.

En France, on traduit plutôt « contre » Amyot, pour tenter de prouver que l'on peut dépasser ce monument littéraire. Dès 1655, l'académicien Bachet de Mériziac recense deux mille fautes chez Amyot, et meurt en laissant une traduction manuscrite de cinq Vies. D'autres tentatives infructueuses ou incomplètes suivent, jusqu'à ce qu'André Dacier — traducteur de premier ordre, garde de la bibliothèque du Roi et bientôt secrétaire perpétuel de l'Académie française — ne livre ses six premières Vies en 1694. Il dédie l'intégralité de sa traduction en 1721 au futur Louis XV. Dacier, qui traduit d'abord pour la jeunesse, reproche à Amyot un langage « obscur et désagréable », « dangereux pour les mœurs » et corrige les erreurs païennes du texte grec : il livre un Plutarque moralisé, qui règne dans les bibliothèques tout au long du XVIIIe siècle.
L'abbé Dominique Ricard traduit en 1798 des Vies moins timorées, et pour lesquelles il revendique une plus grande exactitude. Au tournant du siècle, les traductions se multiplient en Europe, alors que l'on publie également bien plus d'anthologies, d'extraits, et de Vies choisies, notamment pour les enfants, au détriment des œuvres complètes. Avant le temps des traductions universitaires modernes, notamment celles d'Alexis Pierron et de Bernard Latzarus, et avant la consécration de la version d'Amyot par la bibliothèque de la Pléiade, la France connaît ainsi la plus grande diversité de traductions, chaque époque prétendant à la fidélité, souvent par des voies différentes.

### Enjeux de traduction
D'une façon générale, les traductions françaises des Vies parallèles ne se raccrochent pas au courant des « belles infidèles », mais mettent en avant leur fidélité au texte grec. L'émulation des traducteurs vise à dépasser Jacques Amyot dans le domaine de l'exactitude. Ainsi, les légers décalages entre la traduction et le texte original ne proviennent pas d'une volonté de censure, mais d'abord du travail de l'inconscient, de la pression sociale comme d'un retour du refoulé : un traducteur comme Dacier est conscient du caractère inadmissible, pour la mentalité de son temps, de plusieurs passages des Vies, comme celui relatif à la nudité des jeunes filles spartiates, et il multiplie les avertissements en marge de sa traduction. Dacier ne supprime pas, mais use d'euphémismes ou bien dissimule, par exemple pour l'hétaïre de la Vie de Lycurgue, lorsque hetairôn tropheus, qu'Amyot rend par « maquereau pour tenir bordeau » devient chez lui « vendeur d'esclaves ». Paradoxalement, la traduction de Dacier tend plutôt à amplifier les aspects érotiques du mythe spartiate qu'à les passer sous silence. Le modèle français de la monarchie absolue amène également Dacier à quelques distorsions lorsqu'il s'agit de rendre compte de la royauté spartiate.
Le style de Plutarque pose en outre des difficultés pour les traducteurs les plus contemporains. Anne-Marie Ozanam, dont la traduction intégrale des Vies est publiée en 2001, indique que Plutarque désigne les réalités romaines — le forum, les prêteurs, les consuls — par leur équivalent dans le monde grec — l'agora, les stratèges, les archontes —, alors qu'il s'agit de notions bien différentes. Certains termes sont extrêmement polysémiques, tel le dèmos (en grec : δῆμος / dêmos), qui peut servir à désigner tant le peuple romain au sens politique, le populus, que la plèbe.

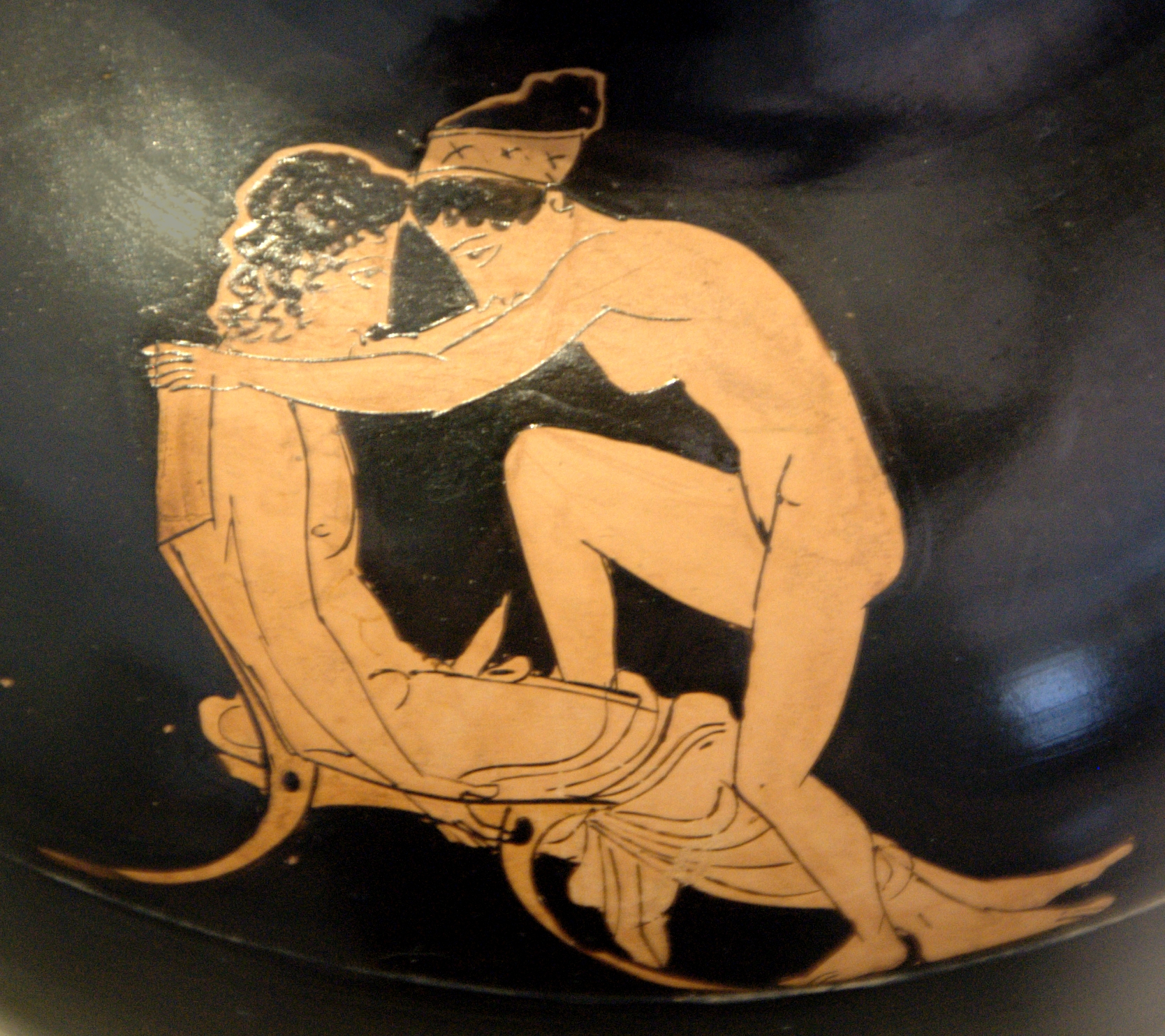
Jeune hétaïre et un jeune homme faisant l'amour sur une œnochoé attique à figures rouges par le peintre Shuválov, vers 430 av. J.-C., Antikensammlung Berlin.
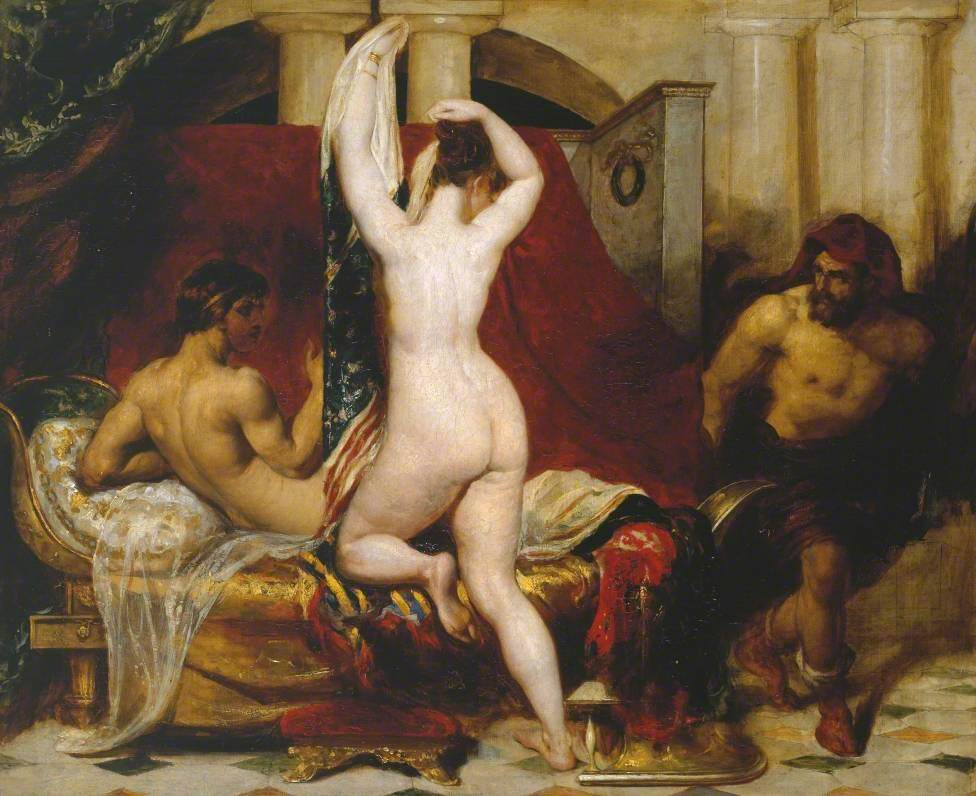
Candaule roi de Lydie montrant sa femme à Gygès, William Etty, 1830, 45,1 × 55,9 cm, Tate Britain.
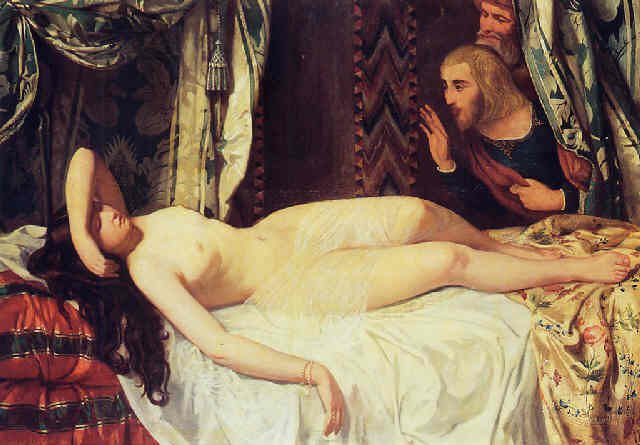
Hétaïre offerte, ou Le roi Candaule et Gygès, Fernand Boissard, 1841, huile sur toile, 116,5 × 163 cm.
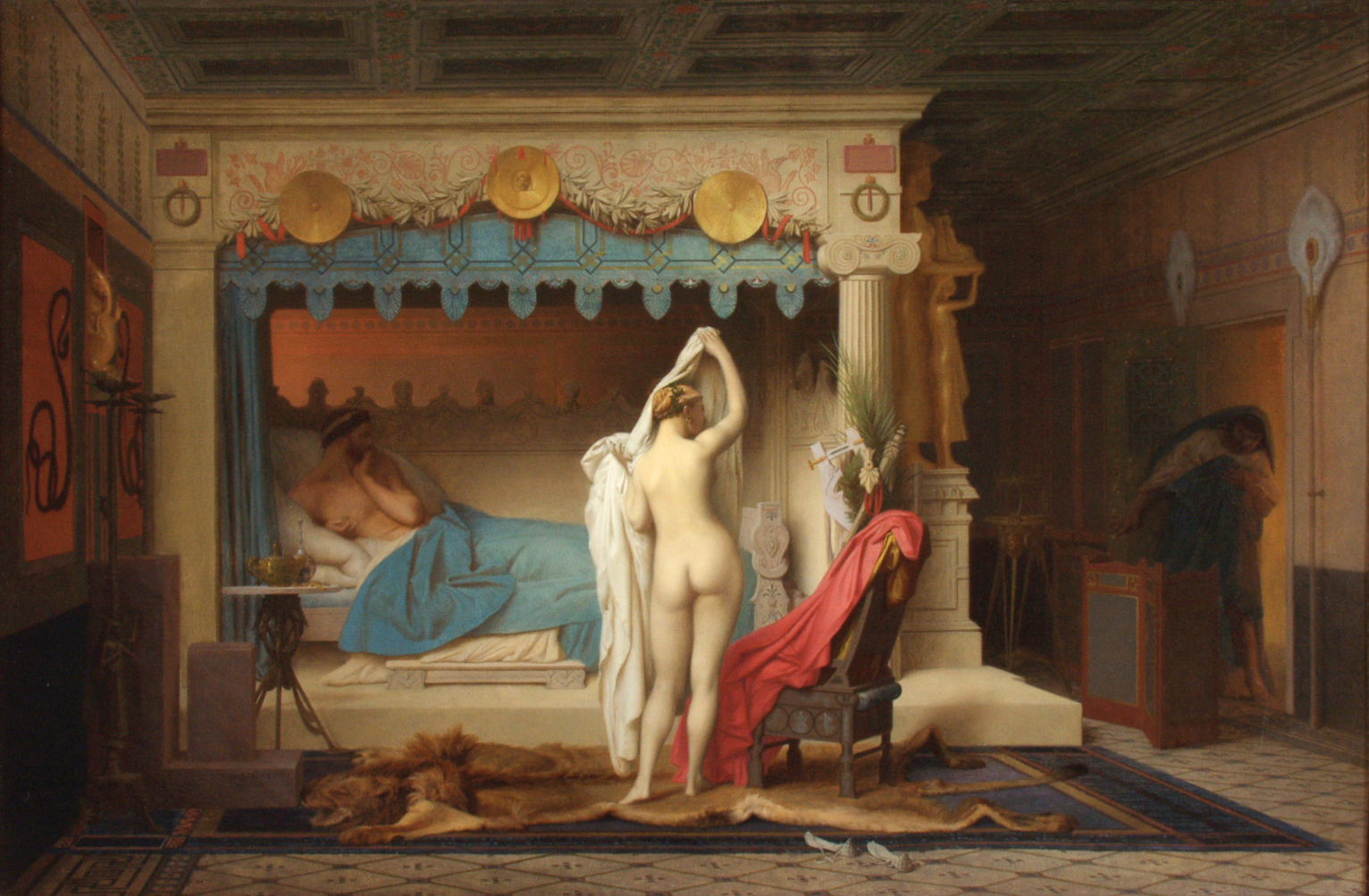
Le roi Candaule, Jean-Léon Gérôme, 1859, huile sur toile, 67 × 100,1 cm.
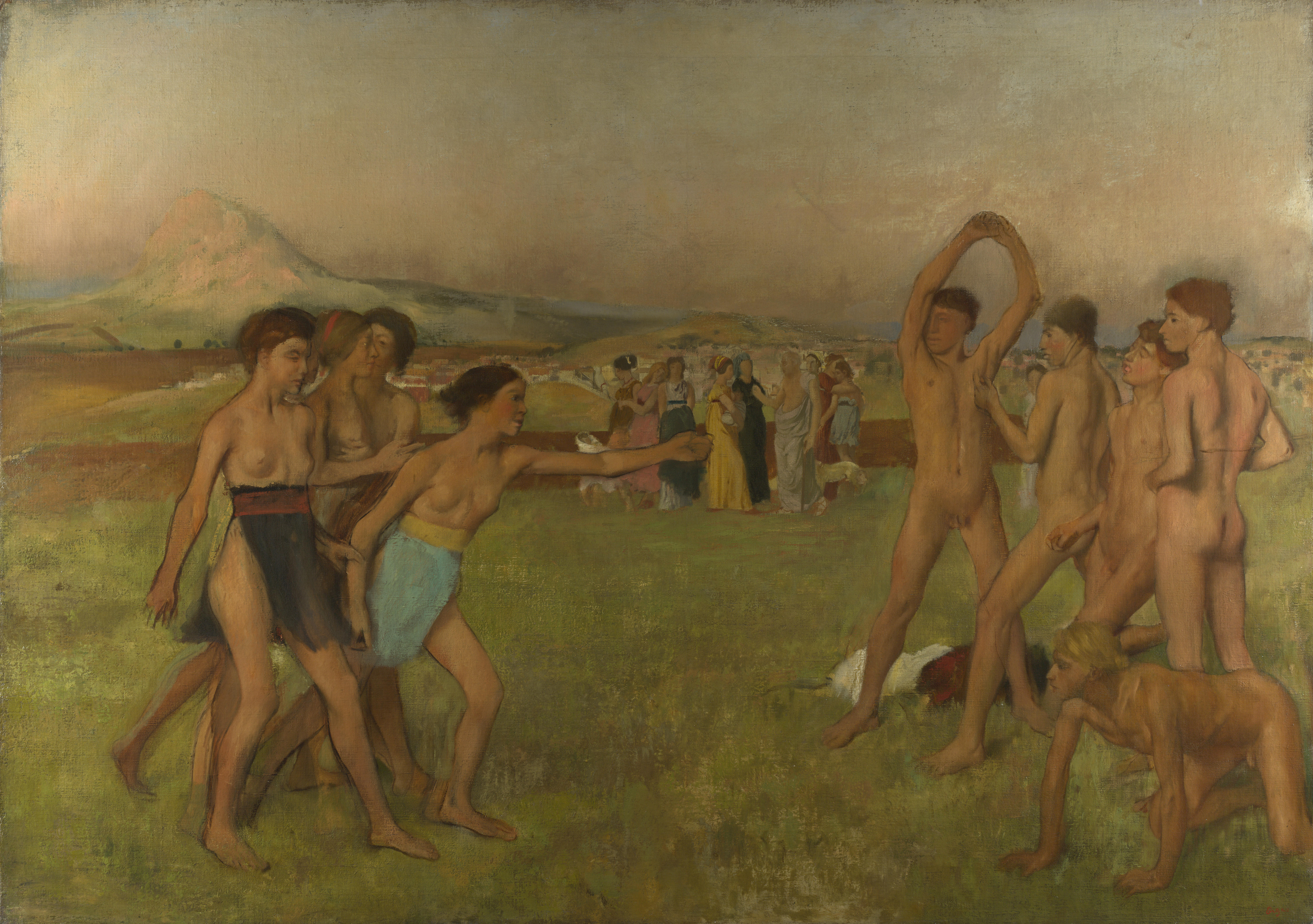
Jeunes Spartiates s'exerçant à la lutte, Edgar Degas, v.1860, huile sur toile, 109,5 × 155 cm, National Gallery.

## Postérité
Selon François Hartog, la très riche postérité des Vies parallèles s'organise schématiquement en quatre temps : à des décennies d'appropriation des héros antiques, succède à la fin du XVIe siècle une crise de l'exemplarité avec Montaigne. La thématique des hommes illustres fleurit à nouveau au XVIIIe siècle, mais cette fois-ci au profit des « Grands » animés par leur propre gloire. Enfin, après la première Guerre mondiale, le traumatisme des combattants — ainsi du Plutarque a menti de Jean de Pierrefeu — se conjugue aux progrès des sciences humaines, notamment de la sociologie qui propose de faire entendre non l'exemplaire, mais le typique, et de la philosophie avec Foucault et son projet La vie des hommes infâmes, conçu comme « une nouvelle forme de résistance au pouvoir ».

### Postérité littéraire
Parmi les admirateurs anglophones de Plutarque figurent Ben Jonson, Sir Francis Bacon, John Milton, John Dryden, et plus tard Robert Browning. Les œuvres de Rabelais, d'Érasme, de La Boétie, les Essais de Montaigne sont profondément inspirés de ses Œuvres morales et des Vies Parallèles.
Au XVIIe siècle, des auteurs aussi divers que Pierre Gassendi, Georges de Scudéry et le cardinal de Retz rendent hommage à Plutarque et s'inspirent de ses Vies, ce dernier voulut même « mériter ce titre de chef de parti qu'il avait toujours honoré dans les Vies de Plutarque ». Corneille s'en inspire pour sa Mort de Pompée. Tristan L'Hermite dans La Folie du sage, Charles Sorel puis Molière mettent plus d'irrévérence comique dans leur souvenir de Plutarque.

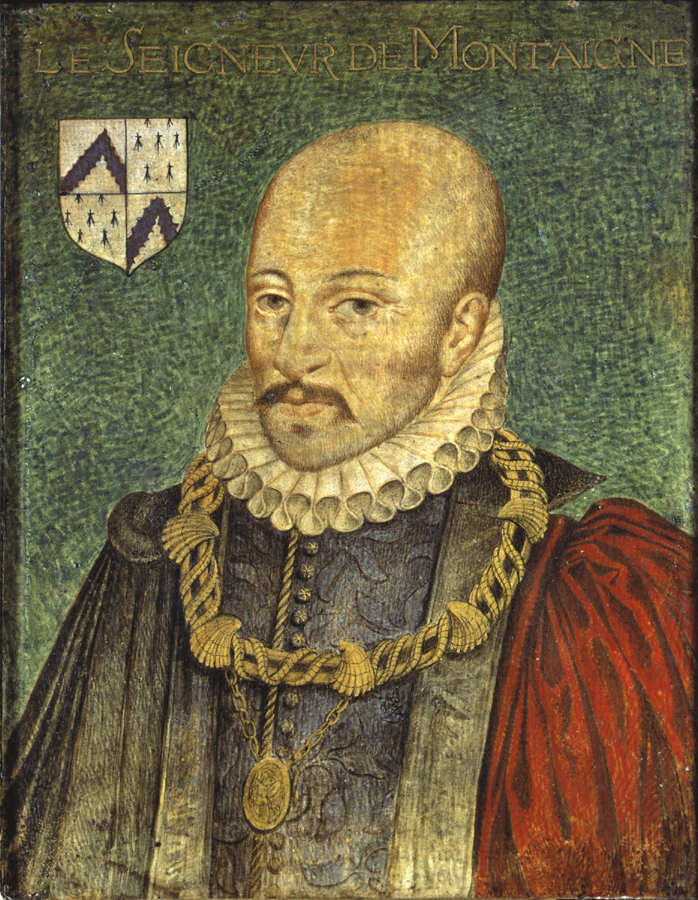
Portrait de Montaigne attribué à Daniel Dumonstier, vers 1578, Musée Condé.

#### Montaigne et lesVies
« Or ceux qui écrivent les vies, d'autant qu'ils s'amusent plus aux conseils qu'aux événements, plus à ce qui part du dedans qu'à ce qui arrive au dehors, ceux-là me sont plus propres : voilà pourquoi, en toutes sortes, c'est mon homme que Plutarque. »

— Michel de Montaigne, Les Essais
Michel de Montaigne possède un exemplaire de l'édition de 1565 des Vies parallèles traduites par Amyot. Il fait l'éloge du traducteur dans ses Essais, comme il loue Plutarque à plusieurs reprises. La lecture des Vies parallèles donne à Montaigne l'inspiration de plusieurs Essais, au fil d'emprunts plus ou moins conscients pour lesquels il parle de « transplantation ». Plutarque, qui reste l'auteur le plus fréquemment cité dans l'ouvrage, y est « omniprésent ». L'humaniste recherche dans les Vies parallèles plus les jugements du moraliste que la science historique, car il considère que l'histoire des événements, tributaire de la Fortune, est particulièrement difficile à établir et à attester, et reste par nature inférieure à l'histoire des vies ; il défend, y compris contre Jean Bodin, les jugements moraux de Plutarque, et s'attache particulièrement à la comparaison des qualités des héros.
Cette sympathie de Montaigne pour Plutarque est poussée jusqu'à l'identification : le style bref, changeant, rarement dogmatique de Plutarque semble anticiper le style de l'essai pour un Montaigne qui dit aller parfois « dérober […] les mots mêmes de Plutarque, qui valent mieux que les [s]iens ».

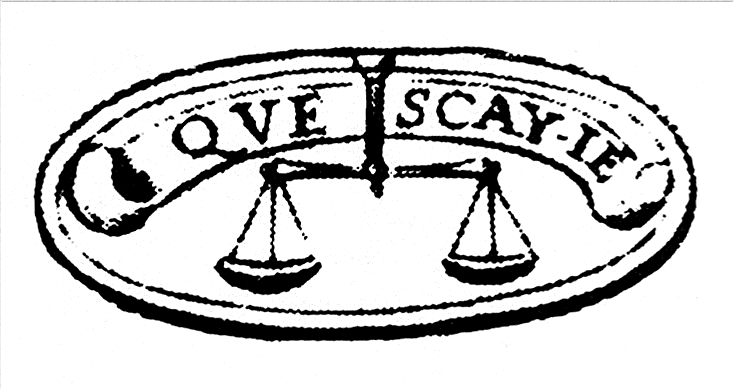
Que sais-je ?, maxime de Michel de Montaigne.

Ce qui semble riche à Montaigne dans les Vies parallèles, au-delà des leçons morales, ce sont bien plus les pistes de réflexion morales :

« Il y a dans Plutarque beaucoup de discours estandus, très-dignes d'estre sceus, car, à mon gré, c'est le maistre ouvrier de telle besogne ; mais il y en a mille qu'il n'a que touché simplement : il guigne seulement du doigt par où nous irons, s'il nous plaist […] comme ce sien mot, que les habitants d'Asie servoient à un seul, pour ne sçavoir prononcer une seule sillabe, qui est Non, donna peut estre la matière et l'occasion à la Boitie de sa Servitude Volontaire »

— Michel de Montaigne, Les Essais
Cependant, Montaigne remet en cause la valeur de l'exemple, car à la fin, « tout exemple cloche », et la vie de César « n'a point plus d'exemple que la nôtre pour nous ». Avec Montaigne, on atteint une crise, ou une fin, de l'exemplarité : le récit de la vie de l'homme illustre ne peut inspirer à lui seul, mécaniquement ou par la vertu de l'imitation, le bon comportement. Le livre, en revanche, doit devenir pour chacun un réservoir de réflexions personnelles, même si l'ouvrage met en scène, comme le revendique Montaigne pour ses Essais, « une vie basse et sans lustre », aussi exemplaire que toute autre, puisque « chaque homme porte la forme entière de l'humaine condition ». Ainsi Montaigne, sans renier Plutarque, le célèbre et le dépasse à la fois.

#### Shakespeare

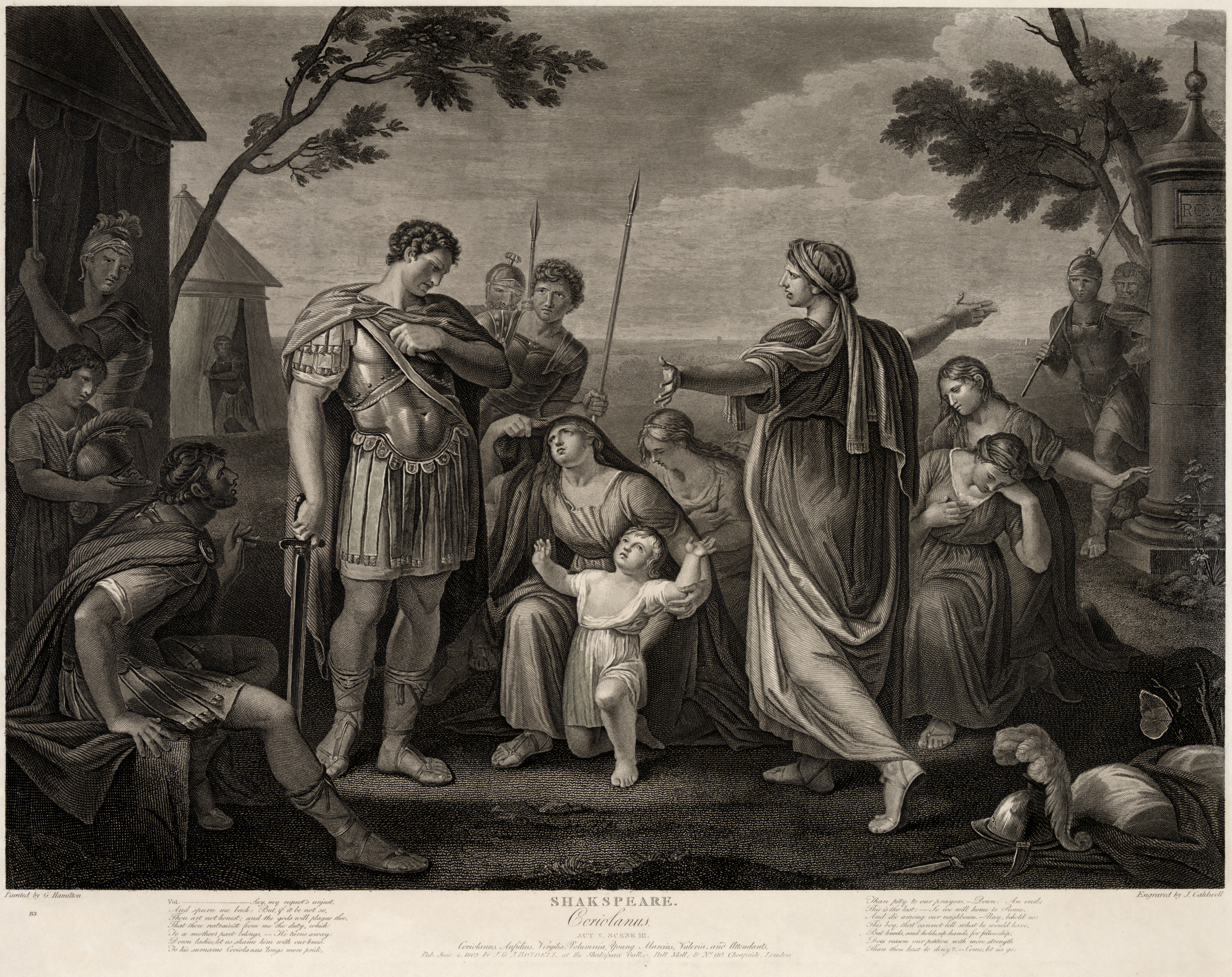
Coriolan (Shakespeare), acte V, scène III. Gravure de James Caldwell, d'après un tableau de Gavin Hamilton, 1803.

L'attrait de Shakespeare pour les Vies parallèles s'inscrit dans l'intérêt général que portent l'époque élisabéthaine et son théâtre à l'histoire romaine. Dans ce contexte, la fin de la République romaine puis le principat d'Auguste semblent préfigurer les épisodes de la guerre des Deux-Roses, comme l'âge d'or de la reine Élisabeth Ire. Les contemporains s'intéressent donc particulièrement aux questions du régicide, de la tyrannie, de l'exercice du pouvoir monarchique.
Shakespeare préfère Plutarque à Suétone ou Tacite car il y trouve des moments de crise, où la République divisée soumet ses dirigeants à l'épreuve du dilemme. Il apprécie aussi chez Plutarque la complexité des héros, cet art de « l’interrogation, s’interdisant de trancher dans le jugement porté sur les actions et les comportements, mettant en scène des héros dont la complexité est le trait commun, des héros toujours autres, sans cohérence ». Shakespeare s'inspire pour ses tragédies romaines Antoine et Cléopâtre, Jules César et Coriolan de l'édition de 1579 ou 1595 des Vies parallèles traduites par Thomas North à partir d'Amyot. Il suit fidèlement le texte de North et reproduit des passages qu'il transforme en poésie. Cependant, il accélère aussi le récit, lui donne une efficacité dramatique. Il accentue les traits saillants des personnages principaux, et étoffe considérablement les personnages secondaires.

#### Rousseau, lesVieset l'Émile
« Plutarque surtout devint ma lecture favorite. Le plaisir que je prenais à le relire sans cesse me guérit un peu des romans […]. Sans cesse occupé de Rome et d'Athènes, vivant pour ainsi dire avec leurs grands hommes, né moi-même citoyen d'une république, et fils d'un père dont l'amour de la patrie était la plus forte passion, je m'en enflammais à son exemple ; je me croyais Grec ou Romain ; je devenais le personnage dont je lisais la vie : le récit des traits de constance et d'intrépidité qui m'avaient frappé me rendait les yeux étincelants et la voix forte. ».

— Jean-Jacques Rousseau, Les Confessions
La place que tiennent les Vies parallèles dans l'existence de Rousseau est particulière : il conserve Plutarque lors de son enfance de jeune citoyen de la République de Genève, pendant l'âge adulte où il ne prête son ouvrage que sous le sceau de la plus grande confiance , et jusqu'à la fin de sa vie, alors qu'il s'est délesté de beaucoup de livres : « Dans le petit nombre de livres que je lis quelquefois encore, Plutarque est celui qui m'attache et me profite le plus. Ce fut la première lecture de mon enfance, ce sera la dernière de ma vieillesse ». Il rend compte de cette proximité avec l'ouvrage à plusieurs reprises dans ses écrits autobiographiques.

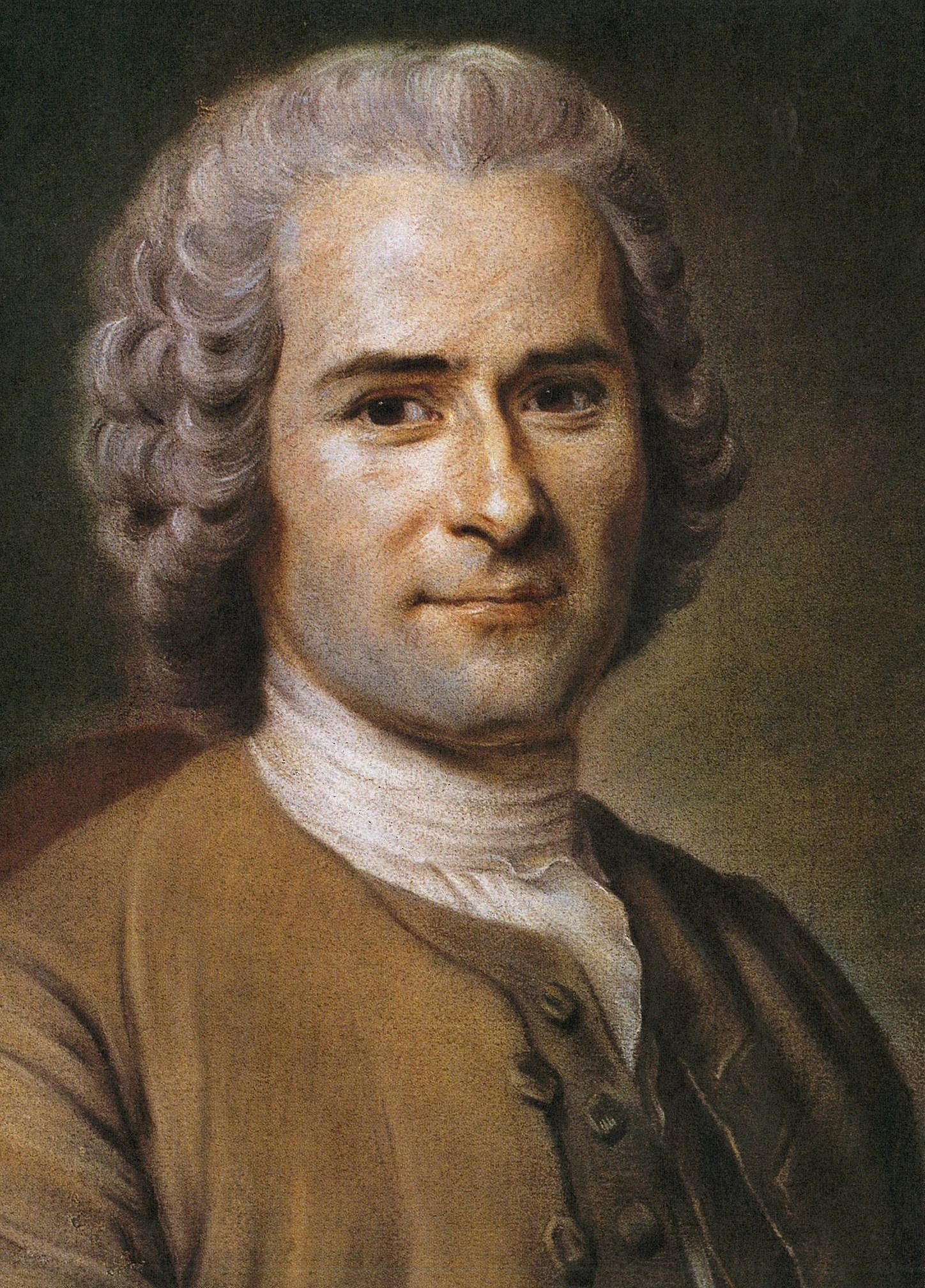
Portrait de Rousseau par Maurice Quentin de La Tour, Musée Antoine-Lécuyer.

Rousseau voit dans la vertu civique antique une exigence républicaine actuelle, une espérance civique pour son temps. C'est pourquoi Émile ou De l'éducation, fiction pédagogique, y fait si souvent référence.

#### Goethe
Goethe a très fréquemment lu et entendu lire les Vies parallèles, de 1787 à 1832,. Le 1er décembre 1831, il écrit à Wilhelm von Humboldt :

« Si je peux m'exprimer, mon cher, avec une ancienne confiance, alors j'avoue volontiers que dans ma vieillesse, tout devient de plus en plus historique pour moi : que quelque chose soit arrivé dans le passé, dans des royaumes lointains ou bien survienne tout proche de moi dans l'espace et le temps, c'est tout un, oui je m'apparais de plus en plus historique ; et comme ma bonne fille me lit Plutarque le soir, je me sentirais souvent ridicule, si je devais raconter ma biographie de cette façon et dans ce sens. »

Selon Paul Bishop, l'influence des Vies parallèles sur Goethe se voit d'abord dans une vision de l'Histoire commune aux deux auteurs, comme dans la conviction que l'on peut tirer des leçons du passé. Goethe emprunte ensuite des éléments — comme la scène des Mères du Faust II — à Plutarque qui lui est une source d'inspiration et qu'il perçoit enfin comme un modèle de biographe.

#### Époque contemporaine
« J'ai vu des choses dont les livres parlent à tort et à travers. Plutarque à présent me fait crever de rire. Je ne crois plus aux grands hommes. »

— Paul-Louis Courier
Lorsque l'officier de l'armée impériale Paul-Louis Courier met en balance la gloire littéraire ou militaire en 1809, troquant la seconde pour la première, il ne renonce pas pour autant à une carrière et à la renommée. En revanche, après Waterloo comme après 1918, s'opère une critique du rôle de l'individu dans l'histoire, en même temps que s'étend un désenchantement voire une dénonciation de la vaine imitation du héros antique.
L'œuvre de Plutarque connaît un regain d'intérêt au XXe siècle, avec la reprise à contre-pied des Vies par Michel Foucault : « La Vie des hommes infâmes » dans Les Cahiers du chemin ou, en 1984, Pierre Michon qui publie Vies minuscules, en effectuant un « renversement éthique, resserrement phénoménologique, et restriction de champ » en référence aux Vies parallèles comme, surtout, aux Vies imaginaires de Marcel Schwob. Les Vies parallèles sont par ailleurs le livre de chevet du héros Arsène Lupin, dans les romans de Maurice Leblanc.
En 2014, Alexandre Gefen fait paraître une anthologie, intitulée Vies imaginaires, de Plutarque à Pierre Michon, qui témoigne de la place fondamentale des Vies parallèles dans la généalogie de la Vie, qu'elle soit récit ou fiction biographique. Pour François Hartog, Plutarque est une bibliothèque à lui tout seul, dont il importe de faire remarquer à la fois la proximité et la distance, « car, à dire vrai, les risques d'une identification avec ses héros sont aujourd'hui fort minces, ce serait plutôt l'indifférence qui serait, elle, à l'ordre du jour. Or s'il est incontestable que Plutarque n'est plus parmi nous, il ne nous est pas pour autant étranger. Il fait partie de nos bagages ; l'abandonner en route serait renoncer à toute une part de la compréhension de l'histoire intellectuelle occidentale, en son sens le plus large ».

### Postérité politique

#### Révolution française
Claude Mossé remarque que « Plutarque a été l'un des maîtres à penser des hommes de la Révolution française ». Le siècle des Lumières a en effet mis en avant les penseurs politiques de l'Antiquité, et l'enseignement dans les collèges a montré un fort attrait pour cette période. L'engouement pour Aristote ou Sénèque est alors comparable à cette présentation de Lycurgue par l'Encyclopédie, où il est décrit comme « l'esprit le plus profond et le plus conséquent qui ait peut-être jamais été, et qui a formé le système de législation le mieux combiné, le mieux né qu'on a connu jusqu'à présent ». Charlotte Corday lit Plutarque, et Madame Roland indique dans ses Mémoires que la lecture des Vies parallèles, emportées à l'église en lieu et place du livre liturgique de la Semaine sainte, lui donnent des idées « qui [la] rendaient républicaine ». Ainsi, toute personne cultivée connaît Plutarque, et le Voyage du jeune Anacharsis en Grèce de l'Abbé Barthélémy, publié en 1788 et inspiré des Vies parallèles légitime l'usage courant de l'époque, qui veut qu'on lise l'Antiquité à l'aune des préoccupations politiques contemporaines.

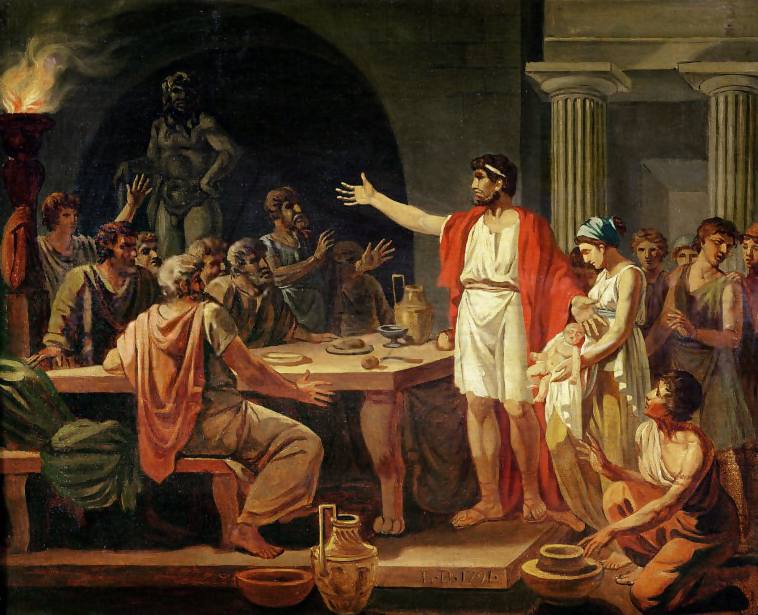
Lycurgue montre aux Anciens de Sparte leur roi, tableau de Jean-Jacques Le Barbier, 1791, Musée des Beaux-Arts de Blois.

Les orateurs révolutionnaires puisent donc dans les Vies parallèles des modèles auxquels s'identifier — Robespierre évoque Démosthène et Caton — et des contre-modèles pour critiquer leurs adversaires. Les législations antiques semblent, dans les discours, autant de sources d'inspiration, et les bustes de Lycurgue, Solon et Numa ornent la tribune de la Convention. Dans les faits cependant, le Conseil des Anciens et le Conseil des Cinq-Cents n'ont que peu à voir avec la gérousie spartiate ou la Boulè d'Athènes. L'organisme qui s'inspire le plus nettement de l'exemple antique est le Comité d'instruction publique : de nombreux projets — inspirés de la Vie de Lycurgue — visent à régénérer le pays par l'éducation publique pour tous, l'exercice physique, la morale civique, voire la pédérastie asexuée, caractéristiques de l'éducation spartiate décrite par Plutarque. Ces projets n'aboutissent cependant pas.
Plus tard, Volney et Benjamin Constant critiquent ce « mythe d'une Révolution antique, spartiate ou romaine », qui a profondément inspiré les révolutionnaires français. Pour Volney, l'imitation fautive de Sparte, fondée sur des « comparaisons vicieuses », a conduit à la Terreur,. Taine est tout aussi critique lorsqu'il indique dans ses Origines de la France contemporaine : « Parce qu'ils ont lu Plutarque et le Jeune Anacharsis, […] ils veulent fonder une société parfaite, ils se croient de grandes âmes ».

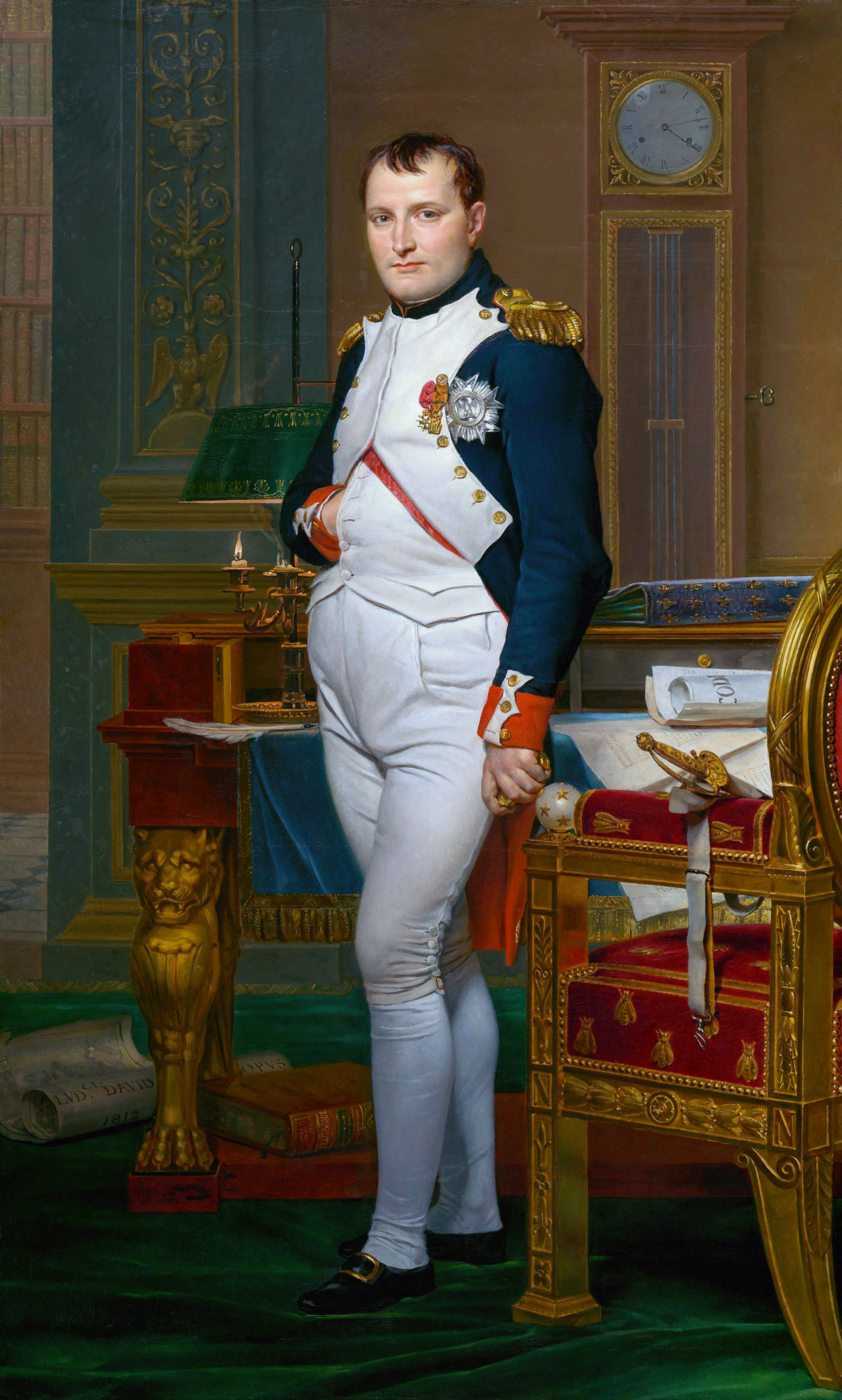
Jacques-Louis David, L'empereur Napoléon Ier en son bureau des Tuileries, 1812, National Gallery of Art. Si le Code civil promulgué en 1804 est bien visible sur le bureau, les Vies parallèles de Plutarque apparaissent au pied de celui-ci.

#### Empire
« Je viens, comme Thémistocle, m’asseoir au foyer du peuple britannique. Je me mets sous la protection de ses lois, que je réclame de Votre Altesse Royale, comme celles du plus constant, du plus généreux de mes ennemis. »

— Napoléon Ier, Lettre au régent d’Angleterre, 13 juillet 1815
Dès le Consulat, le régime choisit une terminologie antiquisante pour ses institutions, des consuls au Sénat en passant par les préfets. Le Premier Consul est régulièrement associé à l’Antiquité romaine. Lui-même « recourt donc abondamment à l’Antiquité, référence culturelle et modèle politique, et emploie consciemment dans sa propagande l’analogie entre hier et aujourd’hui, allant même jusqu’à affirmer la supériorité des Français sur les Romains ».
Napoléon, accompagné sa vie durant par la lecture des Vies parallèles,, se trouve cependant à un moment charnière de l'usage de l'Antiquité. L’épisode révolutionnaire a mis à distance et historicisé le passé antique, qui ne peut plus fournir de modèle d’identification à la Nation. Ceci explique le recours au mythe carolingien, notamment au moment du sacre en 1804, avant que la référence romaine ne reprenne la première place, annonçant la publication par Édouard Mennechet du Plutarque Français, vie des hommes et des femmes illustres de la France, en 1844. Le jugement de Paul Valéry sur Napoléon est sévère : l'empereur pétri d'antique, mais qui souhaite établir sa propre postérité dans un rapport moderne au temps, a échoué. Il est, selon Valéry, resté « petit garçon devant Plutarque et consorts. […] Le plus haut grade civil et militaire à la fois est celui d'empereur, lui souffle le livre d'Histoire. Et il entre dans son avenir à reculons »,.

#### Époque contemporaine
La postérité politique des Vies parallèles est riche à l'époque contemporaine : si l'ouvrage inspire durablement Jaurès ou Michel Foucault, l'exemple des vies antiques cède progressivement la place à un Panthéon national, et l'usage que l'on peut faire des héros est dorénavant compris comme celui du mythe politique. Dans cet ensemble divers, les mentions plus anecdotiques aux Vies parallèles de Plutarque restent cependant nombreuses.

##### Plutarque, Jaurès et l'Histoire socialiste de la Révolution française
Alors que Karl Kautsky publie en 1889 la première analyse marxiste de la Révolution française, Jean Jaurès rédige durant trois années les tomes de l'Histoire socialiste de la Révolution française, à la fois réponse à l'orthodoxie du matérialisme historique et programme, puisque les premiers tomes parus en 1902 préparent la création de la Section française de l'Internationale ouvrière (SFIO) en 1905. Jaurès indique : « c’est sous la triple inspiration de Marx, de Michelet et de Plutarque que nous voudrions écrire cette modeste histoire », et précise que son interprétation de l'histoire sera donc à la fois matérialiste — avec Marx — et mystique — avec Michelet; quant à Plutarque, Jaurès y puise « l'expérience qu'il avait de l'individu, la conception de la force morale de l'homme qui lutte pour un idéal ». Le « grand homme » s'incarne, selon Jaurès, dans Robespierre. Commenté avec intérêt à sa publication, l'ouvrage inaugure un tournant dans l'historiographie : faisant la part belle à l'étude des phénomènes socio-économiques, jusqu’alors négligés par les historiens, il met en lumière les aspirations des classes populaires et les luttes sociales liées au système capitaliste ; et cependant, il n’y a pas chez Jaurès de primat absolu reconnu à l’économie : celle-ci est le fondement, sur lequel les hommes font l’histoire, même s’ils ne savent pas toujours quelle histoire ils font,. Ainsi, cette triple inspiration fournit le socle du socialisme républicain, ou réformiste, cher à Jaurès,.

##### Michel Foucault et la vie des hommes infâmes
Bien plus tard, en 1977, Michel Foucault conçoit son projet La vie des hommes infâmes, comme « une nouvelle forme de résistance au pouvoir ». Il ne détourne pas seulement ici le titre de Plutarque, mais s'en inspire directement en reprenant chez Gallimard en 1978 pour Herculine Barbin dite Alexina B. la collection dite Vies parallèles,,. En outre, Foucault se nourrit de la geste des Vies parallèles pour sa réflexion sur les pratiques de soi, et reprend de l'ouvrage (Vie de Périclès) la notion d'éthopoiétique, qu'il définit comme « la transformation de la vérité en êthos », soit « quelque chose qui a la qualité de transformer le mode d’être d’un individu ». Cette philosophie politique connaît elle aussi une postérité avec, par exemple, L'insurrection des vies minuscules et Vies ordinaires, vies précaires de Guillaume le Blanc,.

##### Mythe politique de l'homme providentiel
Les historiens du XIXe siècle n'ont pas renoncé à la biographie, mais de Jeanne d'Arc à Napoléon s'est plutôt constitué une sorte de « Panthéon national », qui culmine avec les funérailles nationales de Victor Hugo en 1885 : l'histoire nationale, et républicaine, a éclipsé les héros antiques. La Troisième République nationalise l'héroïsme, selon les mots d'Ernest Lavisse : « Je reproche aux humanités, comme on nous les enseigna, d'avoir étriqué la France ». Dans cette optique, Étienne Fournol, ancien député devenu journaliste au Temps, publie en 1923 Le Moderne Plutarque ou les hommes illustres de la IIIe République.
Au XXe siècle, on comprend parfois l'usage des mythes et mythologies politiques, popularisés par Raoul Girardet, comme un héritage de Plutarque,. Ainsi, les hommes providentiels de l'histoire nationale, de Thiers à Charles de Gaulle en passant par Boulanger, Clemenceau, Pétain, Mendès France ou Pinay seraient-ils les Camille, Timoléon ou Paul-Émile d'antan.

##### Postérité diverse
Jean de Pierrefeu, critique littéraire barrésien au Journal des débats dénonce également en 1923 dans L'anti-Plutarque le « fatras d'idées toutes faites, de notions fausses et de sentiments artificiels dont le pompeux étalage constituait, disait-on, l'héritage des ancêtres ». En 1987, un auteur anonyme utilise le pseudonyme « Plutarque » pour un ouvrage critique sur le Président Mitterrand. En 2020, Michel Onfray applique le procédé des vies parallèles à Charles de Gaulle et François Mitterrand, pour plaider en faveur du premier.

### Beaux-Arts
De très nombreux artistes ont mis à profit le texte des Vies parallèles, d'abord pour l'illustrer, ensuite pour s'en servir.
Plutarque, quasiment oublié du Moyen Âge occidental, ne réapparaît vraiment qu'au XIVe siècle, et les traductions de la Renaissance sont rarement illustrées. Quand c'est le cas, les enlumineurs et graveurs inventent des médaillons inspirés de la numismatique. Plutarque sert d'abord d'inspiration dans les décors à fresque, à Sienne pour Beccafumi, en Ombrie pour Cola dell' Amatrice. Nicolas Poussin y trouve l'inspiration de sujets neufs, et rares, car la tradition classique travaille sans cesse la veine héroïque. Jacques-Louis David développe le genre, et la Révolution lui donne l'occasion de peindre une histoire qui se veut à la hauteur de l'antique. Il écrit au moment de peindre le Serment du Jeu de paume : « Vos sages lois, vos vertus, vos actions vont multiplier sous nos yeux les sujets dignes […], nous ne serons plus obligés d'aller chercher dans l'histoire des peuples anciens de quoi exercer nos pinceaux ». L'inspiration finit cependant par se scléroser : Plutarque est sollicité une douzaine de fois entre 1797 et 1859 dans le rituel du prix de Rome. En 1868, Lawrence Alma-Tadema change de perspective en illustrant un Phidias au Parthénon librement inspiré de la Vie de Périclès : pour l'antiquisant François Lissarague, le point de vue « bourgeois et anecdotique » d'Alma-Tadema montre une Antiquité certes exemplaire, mais dénuée de son héroïsme.

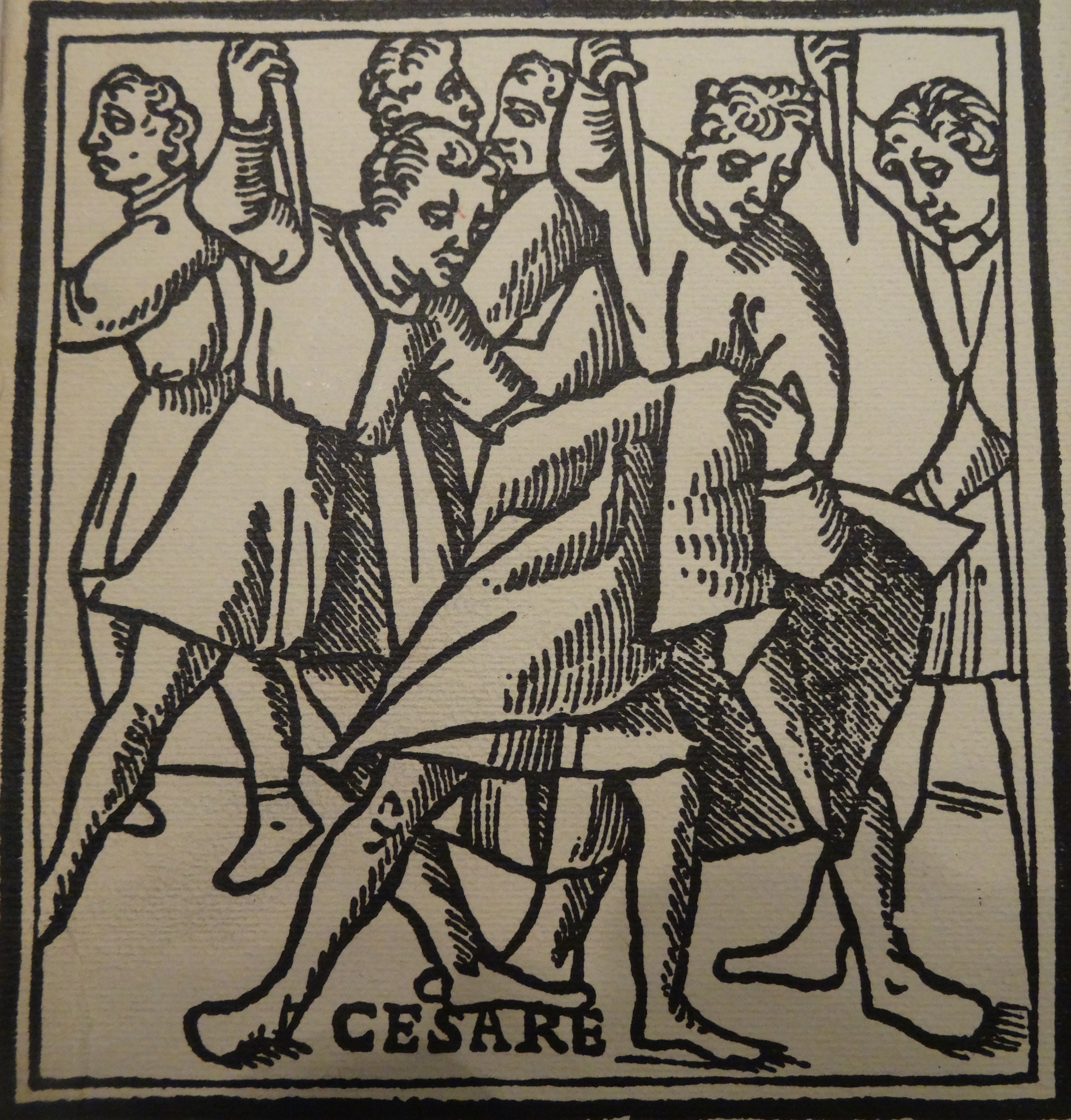
Assassinat de Jules César, auteur anonyme, 1518-1525, gravure illustrant les Vies parallèles de Battista Alessandro Iaconelli.
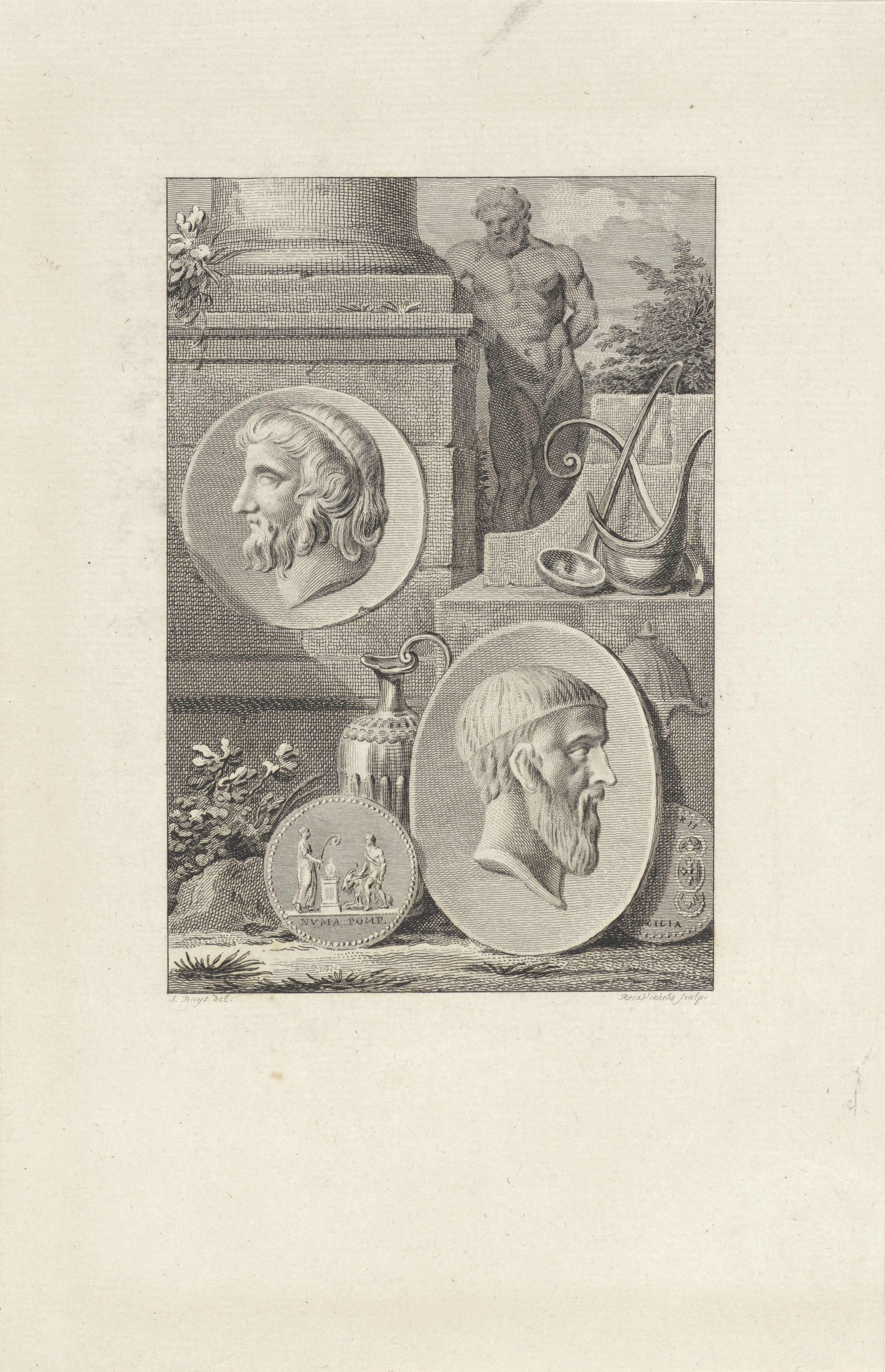
Médaillons avec les portraits de Lycurgue et Numa, Reinier Vinkeles, 1789, gravure, 23,7 × 15,3 cm, Rijksmuseum.
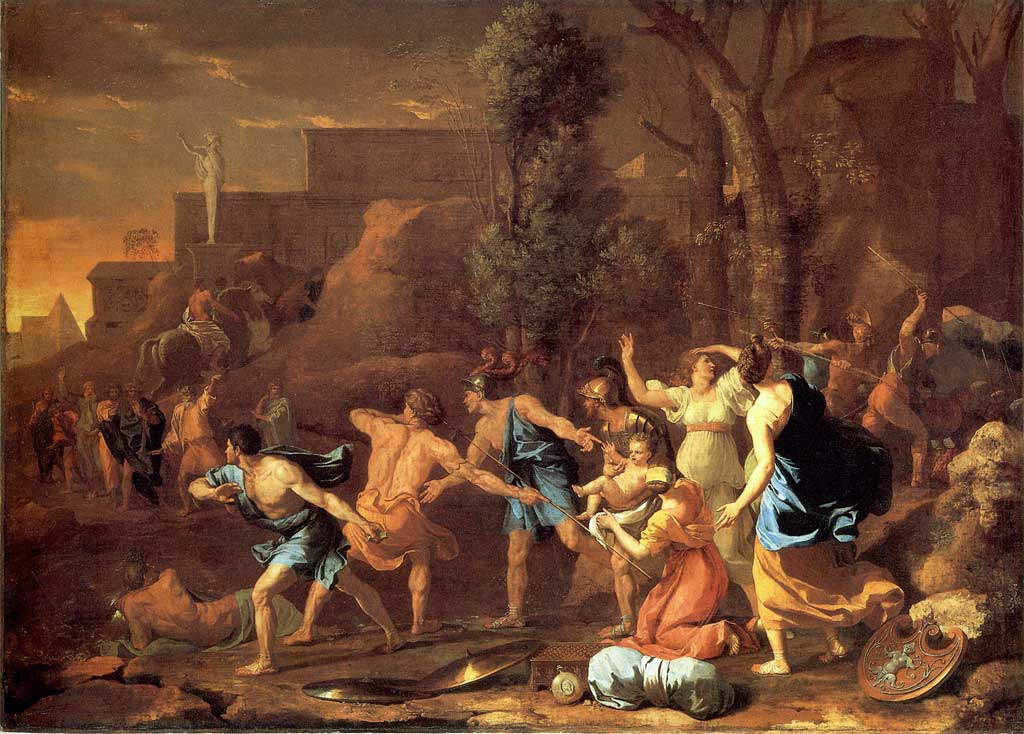
Le jeune Pyrrhus sauvé, Nicolas Poussin, 1634, Louvre.
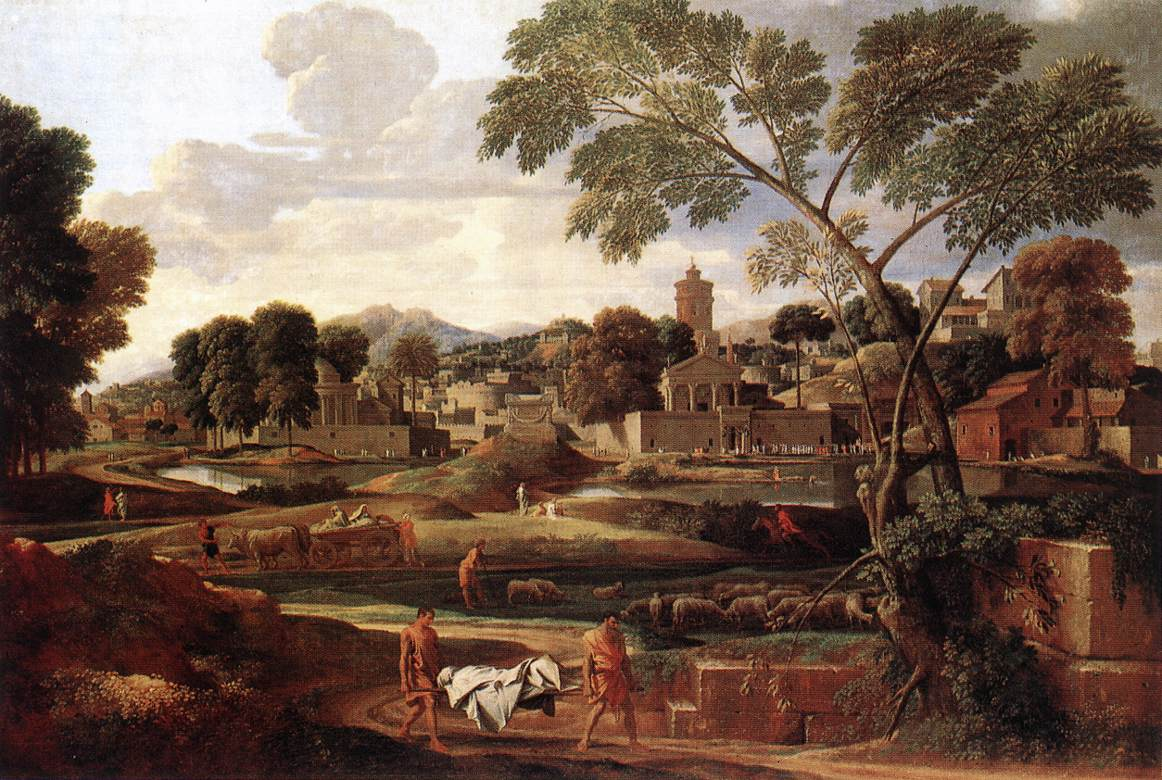
Paysage avec les funérailles de Phocion, Nicolas Poussin, 1648, huile sur toile, 114 × 175 cm, musée national du pays de Galles.
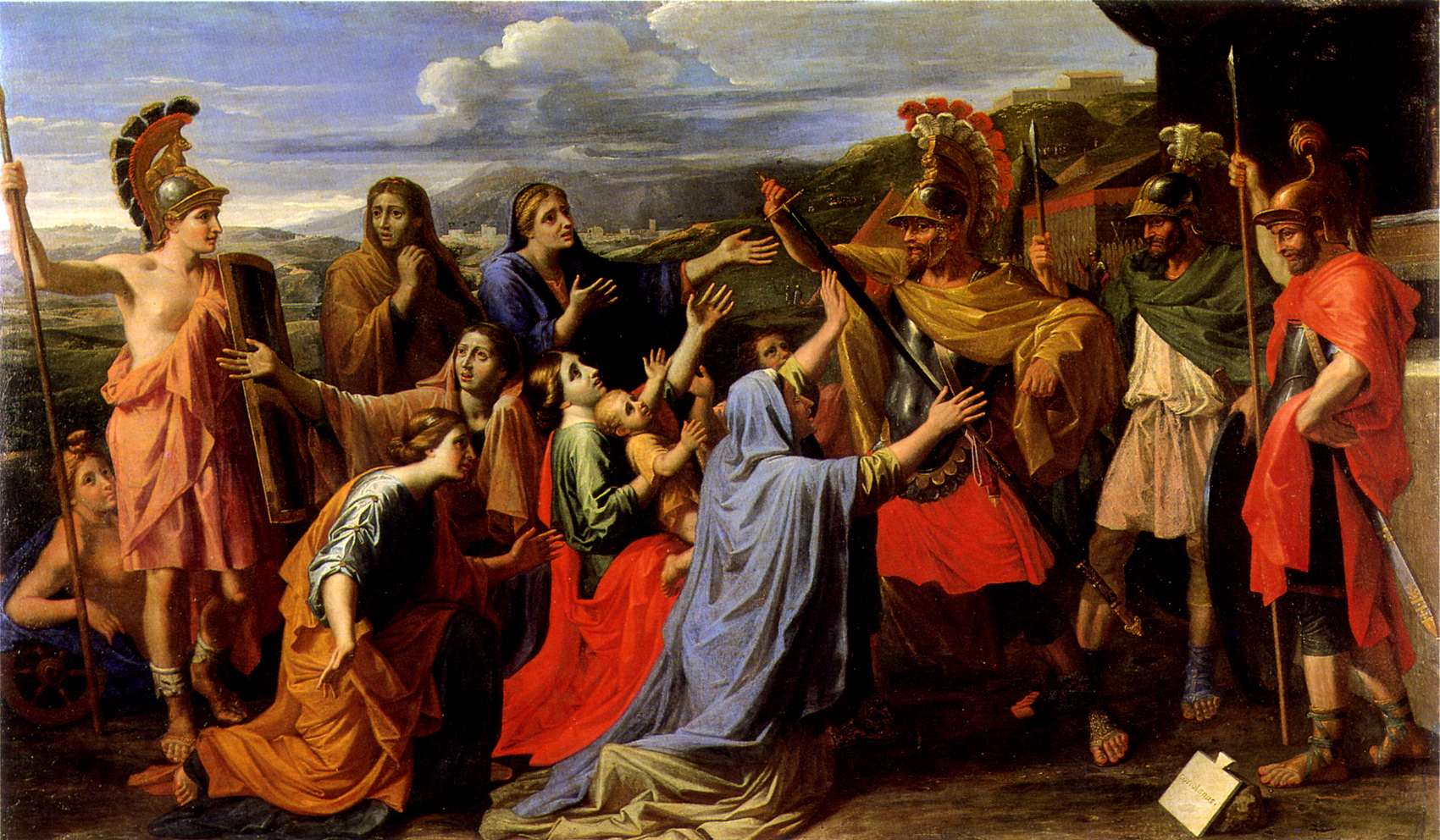
Coriolan supplié par sa famille, Nicolas Poussin, 1652, huile sur toile, 112 × 198,5 cm, musée Nicolas-Poussin.
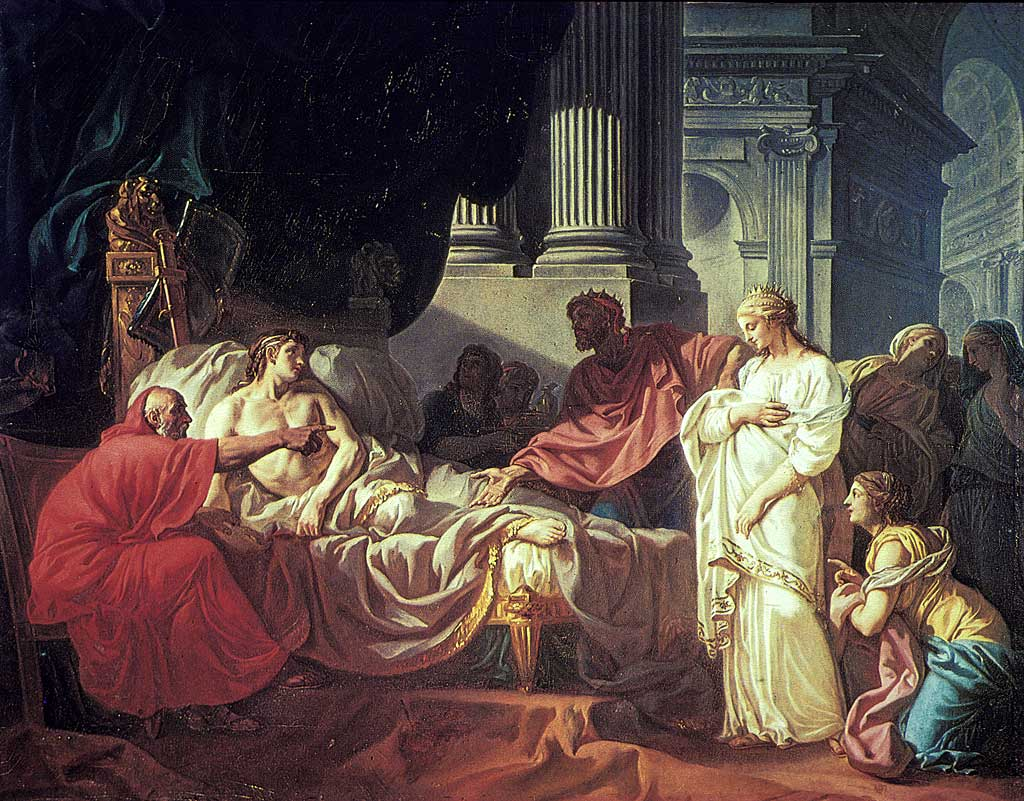
Érasistrate découvrant la cause de la maladie d'Antiochius, Jacques-Louis David, 1774, huile sur toile, 120 × 155 cm, Beaux-Arts de Paris.
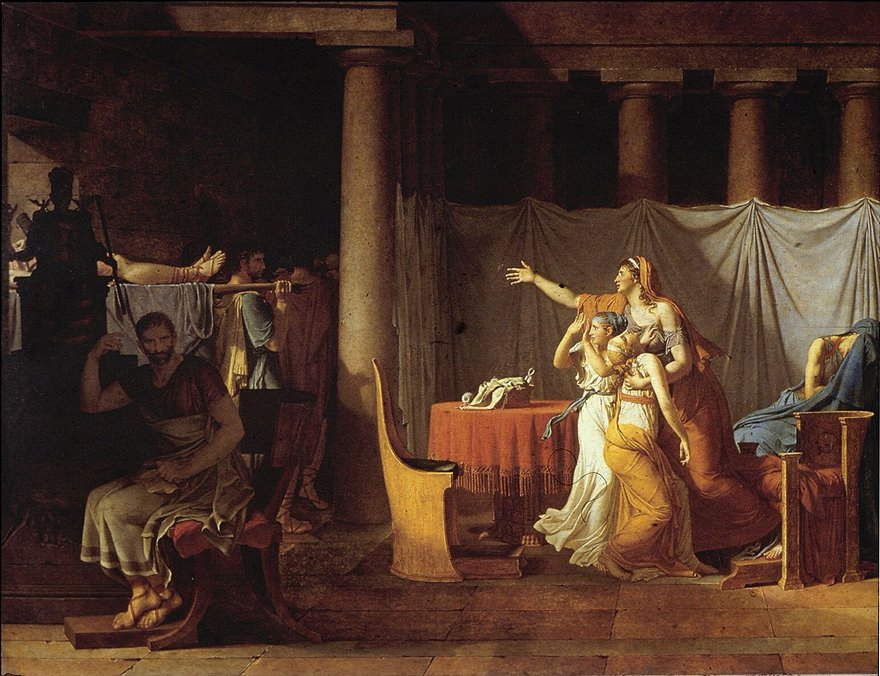
Les licteurs rapportent à Brutus les corps de ses fils, Jacques-Louis David, 1789, huile sur toile, 323 × 422 cm, Louvre.
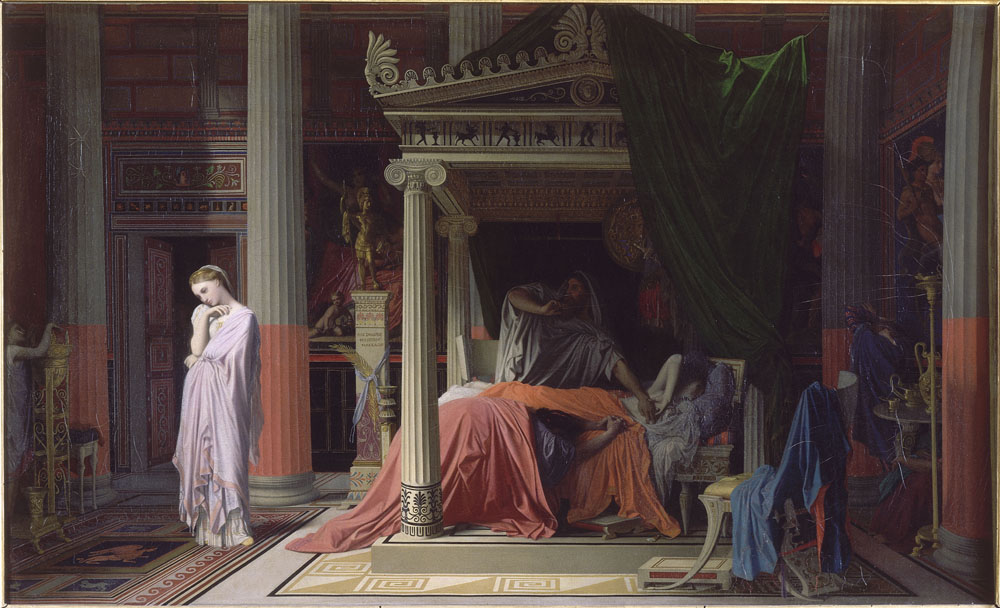
La Maladie d'Antiochus, Jean-Auguste-Dominique Ingres, 1840, huile sur toile, 57 × 98 cm, musée Condé.
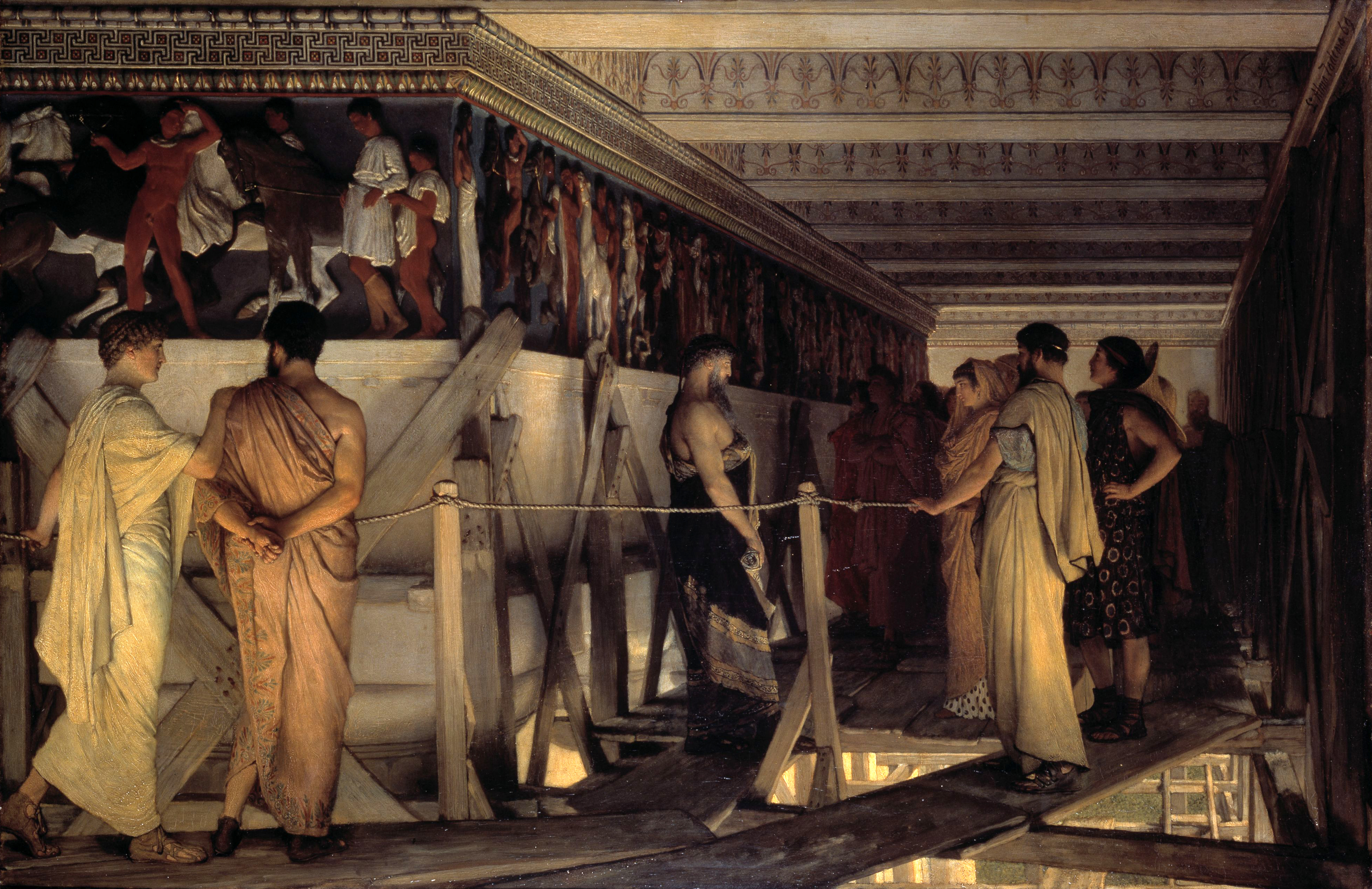
Phidias au Parthénon, Lawrence Alma-Tadema, 1868, huile sur toile, 72 × 110,5 cm, Birmingham Museums Trust.

### Cinéma
La postérité des Vies parallèles au cinéma est elle aussi notable, au point que Plutarque apparaît en 2020 à 9 reprises comme auteur dans la base de données de l'Internet Movie Database,.

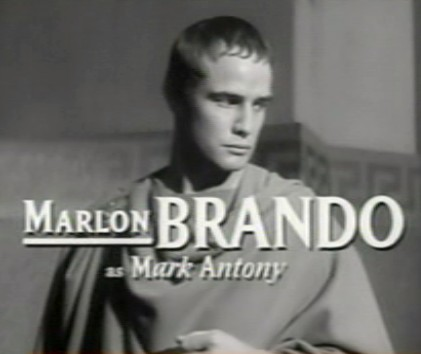
Marlon Brando incarne Marc Antoine dans le Jules César de Joseph L. Mankiewicz, en 1953.

Si le Cléopâtre de Cecil B. DeMille marque en 1934 plus par sa splendeur hollywoodienne et le charme de son actrice Claudette Colbert, juste avant la proclamation du code Hays, il doit peu à Plutarque. En revanche, le Cléopâtre de Mankiewicz en 1963 rend hommage aux Vies parallèles en créditant leur auteur dès le générique ; Mankiewicz, lecteur de Plutarque et de Shakespeare s'éloigne de la pièce de théâtre du second pour se rapprocher de la version et de la narration des Vies parallèles, en reprenant notamment le philhellénisme d'Antoine, et plusieurs développements sur la complexité de ce personnage. Cléopâtre, souvent cité avec le film d'Anthony Mann La chute de l'Empire romain comme l'épilogue — en raison notamment de son budget — du déclin de l'âge d'or d'Hollywood, reste une adaptation remarquable de la Vie d'Antoine.

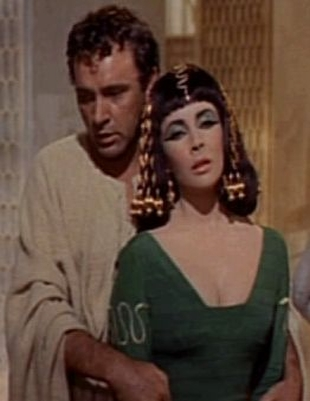
Richard Burton et Elizabeth Taylor incarnent Marc Antoine et Cléopâtre dans le film de Joseph L. Mankiewicz de 1963.

Dans son Jules César, Mankiewicz a dès 1953 repris une interprétation initiée par Orson Welles à Broadway en 1937, fondée en grande partie sur le texte antique. Il met en valeur la complexité du personnage incarné par Marlon Brando. Le film inspire à Roland Barthes un chapitre de ses Mythologies, « Les Romains au cinéma »,, fréquemment critiqué,
Rudolph Maté reprend de nombreux dialogues de la Vie de Lycurgue pour sa Bataille des Thermopyles, en 1962. Il y présente des Athéniens érudits joués par des acteurs anglais, réservant les acteurs américains pour les rôles des Lacédémoniens, et se sert surtout des Vies parallèles pour donner une chair morale à la trame historique d'Hérodote. Dans le contexte de la guerre froide, le dossier de presse du film suggérait l'adoption des coutumes spartiates pour résoudre les problèmes internes des États-Unis.
Ivana Petrovic remarque l'influence constante de Plutarque sur le travail d'Oliver Stone pour Alexandre, sorti en 2004. Selon elle, il existe une parenté entre le style des Vies parallèles et l'écriture proprement cinématographique. Les choix du réalisateur Oliver Stone, qui s'y réfère explicitement, devraient beaucoup, dans son usage des symboles et métaphores, comme dans son traitement des sources ou du schéma narratif, au texte de Plutarque.
Cependant, l'adaptation cinématographique s'affranchit également volontiers des sources, et notamment des Vies parallèles. L'exemple du film Spartacus de Stanley Kubrick en 1960 montre que les éléments de la Vie de Crassus sont détournés ou grossis, et finalement minimisés, au profit d'une lecture mythique reposant sur les œuvres d'Arthur Koestler et d'Howard Fast. Leur engagement communiste est jugé essentiel par le scénariste Dalton Trumbo, lui-même victime du maccarthysme,,.

### Jeux vidéo
Une scène d’Assassin's Creed Odyssey est inspirée de la Vie de Lycurgue. On retrouve l'influence de l'ouvrage dans la Cléopâtre d’Assassin's Creed Origins, alors que le personnage de Jules César est volontairement mis à distance du récit plutarquien.